# Cordoue
Cordoue (en espagnol : Córdoba) est une ville située dans le Sud de l'Espagne, en Andalousie. Cordoue est la capitale de la province homonyme. La ville est située sur les rives du fleuve Guadalquivir, non loin de la région montagneuse de la sierra Morena. Elle comptait 322 071 habitants en 2021, ce qui en fait l'une des villes les plus peuplées d'Andalousie avec Séville et Malaga.
La ville possède un riche patrimoine architectural et culturel, qui attestent des différentes phases de son histoire. Dans l'Antiquité, la ville s'appelle Corduba et est la capitale de la province romaine d'Hispanie ultérieure pendant la période républicaine, puis de la province de Bétique durant l'Empire romain. Au Moyen Âge, après la conquête du sud de la péninsule ibérique par les Arabes et les Berbères au VIIIe siècle, la ville prend le nom de Qurṭuba. Elle est le siège du pouvoir arabe jusqu'en 1147. Elle possède alors un grand rayonnement particulièrement durant le Xe siècle en tant que capitale du Califat de Cordoue gouverné par une branche locale de la dynastie des Omeyyades. Elle perd son importance au profit de Séville durant le règne almohade au XIIe siècle avant d'être conquise par Ferdinand III de Castille en 1236.
Le centre historique de Cordoue est inscrit depuis 1994 au patrimoine mondial de l'UNESCO, de même que la mosquée-cathédrale, Medina-Azahara ainsi que la fête des patios de Cordoue. Ce qui fait de Cordoue la ville du monde inscrite le plus grand nombre de fois au patrimoine mondial de l’Unesco. Cordoue compte des monuments tels que le pont romain, la mosquée-cathédrale (Mezquita), le quartier juif médiéval (Judería) et l'Alcázar des rois chrétiens. Cordoue, ville des trois cultures, est très célèbre pour ses penseurs. Les trois principaux philosophes nés à Cordoue sont Sénèque, Averroès et Maïmonide, philosophes majeurs de la civilisation romaine, islamique et juive. Elle est aussi la ville de naissance du poète romain Lucain dont Giacomo Leopardi disait qu'il était le plus libre des auteurs romains.

## Symboles
Plusieurs symboles représentent la ville de Cordoue. En héraldique, un blason répandu figure un lion rampant de gueules, lampassé de même couleur, armé d'or et couronné du même métal ; bordure composée de douze composants : neuf de gueules, avec un château, d'or crénelé maçonné de sable et éclairci de gueules, alternés avec neuf d'argent, avec un lion rampant, de gueule, lampassé de même couleur, armé d'or et couronné du même métal. Comme timbre, une couronne royale.
La devise espagnole de la ville est « Casa de guerrera gente / Y de sabiduría clara fuente », ce qui signifie : « Demeure d'une guerrière population / et de sagesse claire fontaine ».
L'écu représentant actuellement l'Ayuntamiento de Cordoue est de forme ronde et montre une vue de la ville avec le Guadalquivir, le pont romain, le moulin de la Albolafia, une muraille crénelée, la Puerta del Puente (Porte du pont), la mosquée-cathédrale et le minaret flanqué de palmiers.

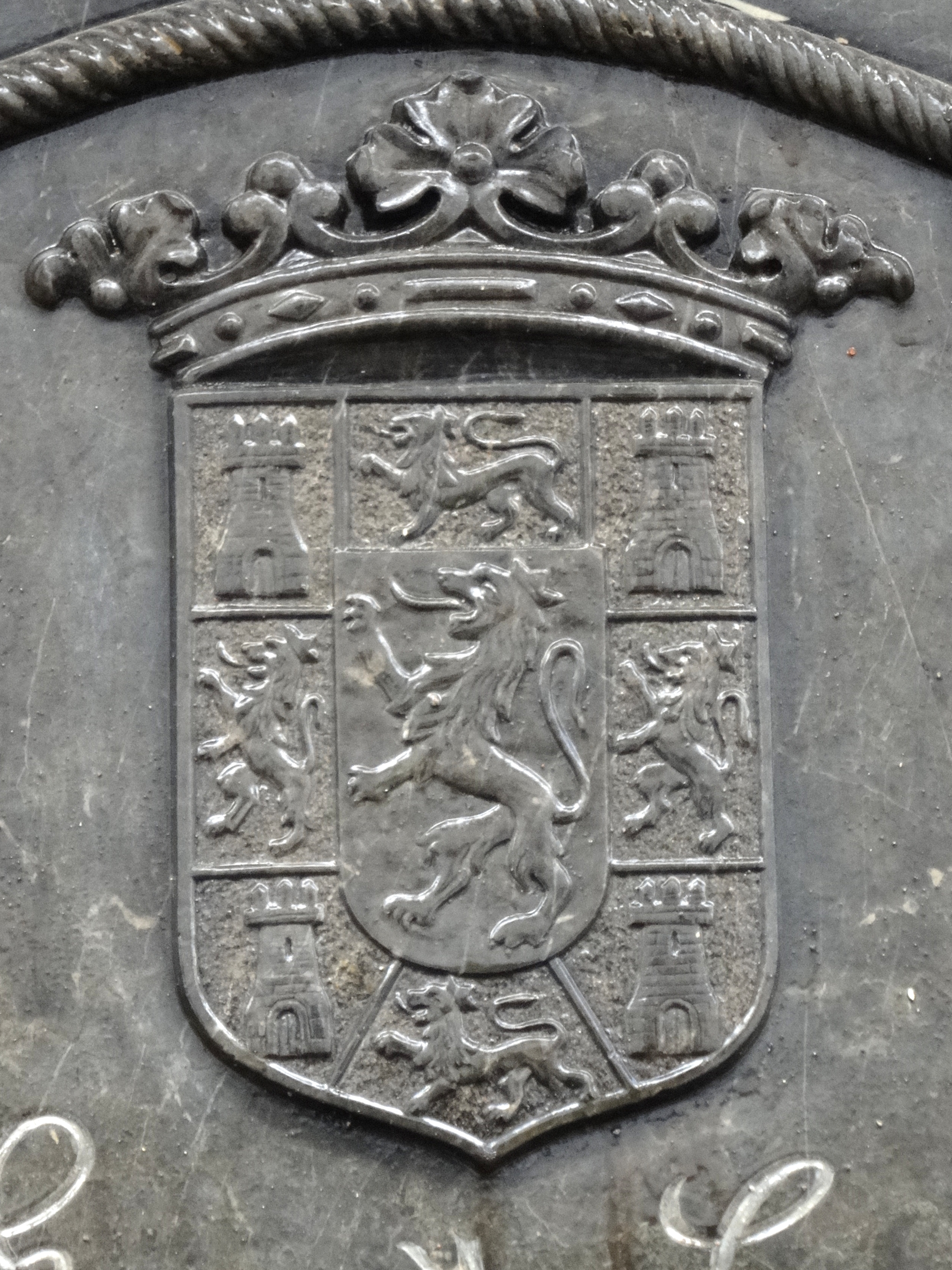
Blason de Cordoue sur l'église de San Roque.
Blason de Cordoue avec devise.

## Géographie physique

### Localisation
| Nord-Ouest Villaviciosa de Córdoba               | Nord : Obejo                                        | Nord-Est: El Carpio, Villafranca de Córdoba et Adamuz |
| Ouest : Almodóvar del Río et Guadalcázar         |                                                     | Est : Cañete de las Torres et Bujalance               |
| Sud-Ouest : La Carlota, La Rambla et La Victoria | Sud : Espejo, Fernán-Núñez, La Rambla et Montemayor | Sud-Est : Castro del Río                              |

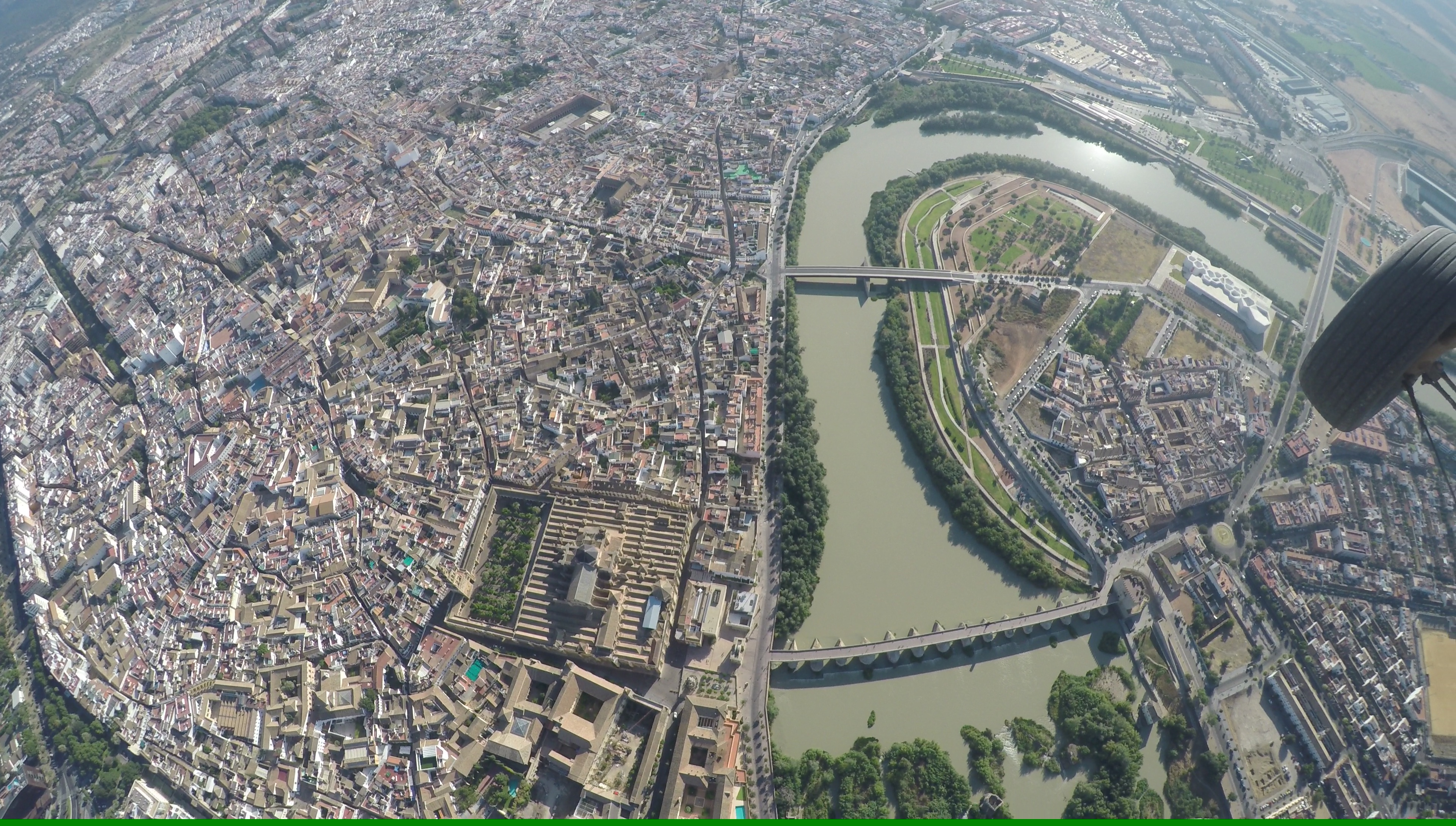
Cordoue vue du ciel en 2017.

Le territoire municipal de Cordoue occupe 1245 km², approximativement 9 % de la surface totale de la province.  Ce territoire étant le plus peuplé de la province, il est divisé en six districts : El Higuerón, Alcolea, Santa Cruz, Cerro Muriano, Villarrubia et Santa María de Trassierra, ainsi qu'une Entité locale mineure (Entidad Local Menor), Encinarejo de Córdoba. Ces districts ont été créés en tant qu'établissements agricoles ou que noyaux résidentiels. Le noyau principal de Cordoue se situe sur les rives du fleuve Guadalquivir qui la traverse d'est en ouest en formant plusieurs méandres. Au nord du territoire municipal se trouve une chaîne de montagnes, la sierra Morena, et au sud une vaste étendue de terre. Cela explique que l'altitude de la commune varie entre 90 et 693 mètres.

### Orographie

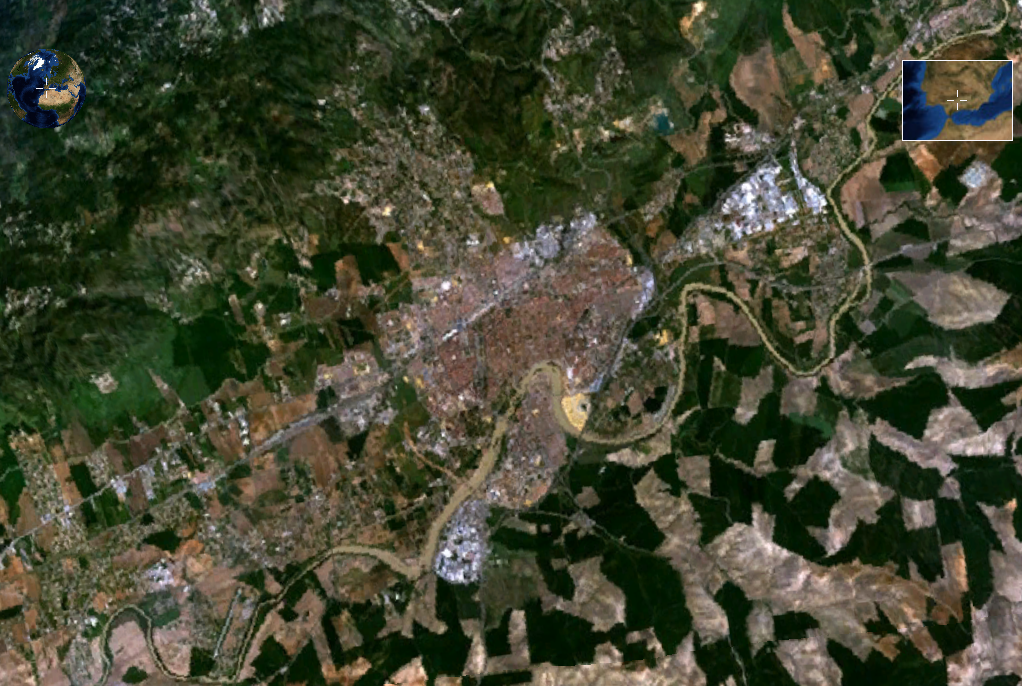
Vue par satellite de Cordoue dans les années 2000.

Le territoire municipal peut se diviser en fonction de son relief en deux zones : la plaine (campiña) et la montagne (sierra). Au nord de Cordoue se trouvent les flancs de la sierra Morena dont les fortes pentes permettent de monter depuis environ 100 mètres d'altitude au centre du noyau de population jusqu'aux 693 mètres du cerro Torre Árboles, le plus haut sommet de la commune. L'altitude moyenne de ces montagnes est d'environ 400 mètres et voient alterner de grandes vallées creusées par les ruisseaux saisonniers et par les affluents du Guadalquivir dans des terrains tendres.
Au sud du fleuve et dans une étroite bande au nord-est s'étendent des terrains bas arborant des variations d'altitude faibles qui forment la zone appelée généralement la plaine (campiña). Cette zone résulte de la sédimentation associée aux processus géologiques entraînés par le plissement des cordillères Bétiques, et de la sédimentation entraînée par l'action propre aux grands cours d'eau. De ce fait, on distingue dans cette zone la plaine proprement dite et les terrasses fluviales, la première ayant une altitude moyenne de 200 à 300 mètres, et culminant au cerro de las Pilillas à 362 mètres d'altitude, et la seconde ayant une altitude moyenne entre 100 et 150 mètres.

### Hydrographie
L'ensemble du territoire municipal de Cordoue se trouve dans le bassin du fleuve Guadalquivir, qui le traverse dans son ensemble et joue le rôle de receveur de tous les lits des cours d'eau mineurs du territoire. Dans la montagne naissent deux affluents, le Guadiato et le Guadalmellato, dont le débit perdure toute l'année et est renforcé par de multiples ruisseaux saisonniers. Tous ces cours d'eau exercent une forte action érosive sur le terrain à cause de la grande pente qu'ils doivent franchir avant de mêler leurs eaux à celles du Guadalquivir. Au sud du territoire se trouve un autre affluent, le Guadajoz, dont les nombreux ruisseaux saisonniers forment un réseau complet dans la plaine.

### Géologie

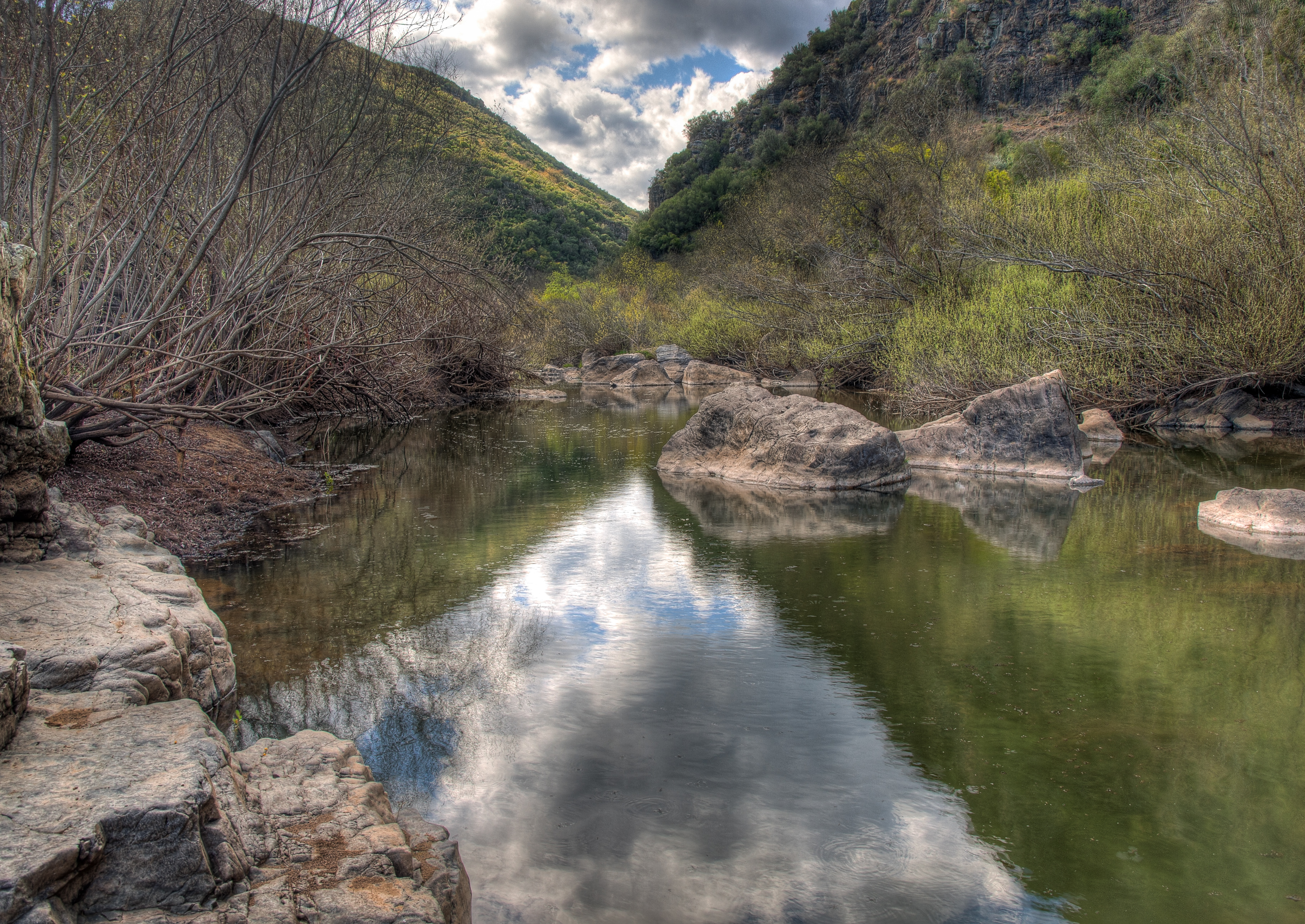
Le Guadiato, affluent du Guadalquivir, passant dans les montagnes du côté de Santa María de Trassierra.

Le territoire municipal de Cordoue se situe sur le bassin de sédimentation lié au fleuve Guadalquivir, qui sépare le plateau ibérique, d'origine paléozoïque, et les cordillères Bétiques qui se sont formées durant l'orogenèse alpine. Le bassin sédimentaire s'est formé durant l'ère quaternaire, à mesure que des matériaux en provenance des cordillères voisines se sont déposés dans le sillon appelé « sillon bétique », dépression formée après l'élévation de celles-ci et leur consolidation postérieure. Les matériaux présents sont de natures variées, notamment des marnes, des calcaires et des conglomérats. On distingue deux zones dans ce bassin de sédimentation : d'un côté, la plaine possède des matériaux sédimentaires d'origine marine et de grande puissance déposés dans les premiers temps de l'orogenèse alpine ; de l'autre côté, la zone de la vallée fertile (vega) du Guadalquivir possède des matériaux sédimentaires d'origine fluviale résultant du transport et de l'accumulation réalisés par le fleuve, plus récents et en déplacement continuel. Au nord du territoire affleurent des roches appartenant aux contreforts de la sierra Morena. Les roches présentes sont d'une grande complexité : calcaires, schistes et conglomérats, et notamment des roches métamorphiques, principalement des amphibolites, correspondant à la bande dite « bande de cisaille Badajoz-Cordoue » (banda de Cizalla Badajoz-Córdoba), qui part du nord-est du territoire et s'étend sur quatre cents kilomètres vers le nord. Ces formations allochtones sont reliées à diverses unités du nord de la péninsule et se sont formées jusqu'au Cambrien sous l'effet d'un mécanisme de subduction et d'ascension rapide qu'a provoqué une forte cristallisation d'éclogites.

### Environnement naturel
En termes de biogéographie, la municipalité de Cordoue fait partie de deux provinces chorologiques arborant des types de végétation naturelle potentielle différents. La zone montagneuse correspond à la province luso-extrémaduréenne et ses forêts typiques seraient des chênaies et des forêts de chênes-lièges. En raison de l'orogénie complexe de la zone et de la faible valeur économique du sol, il est aussi possible d'y trouver des communautés végétales de valeur. La vallée fertile et la plaine de Cordoue, elles, appartiennent à la province bétique et leur végétation potentielle est constituée de chênaies et de peupleraies à proximité du fleuve. Cependant, la forte action anthropique mise en œuvre depuis des siècles dans la région à cause de son potentiel agronomique élevé a fait complètement disparaître toute trace de végétation naturelle qui aurait pu exister dans la zone.

### Climat

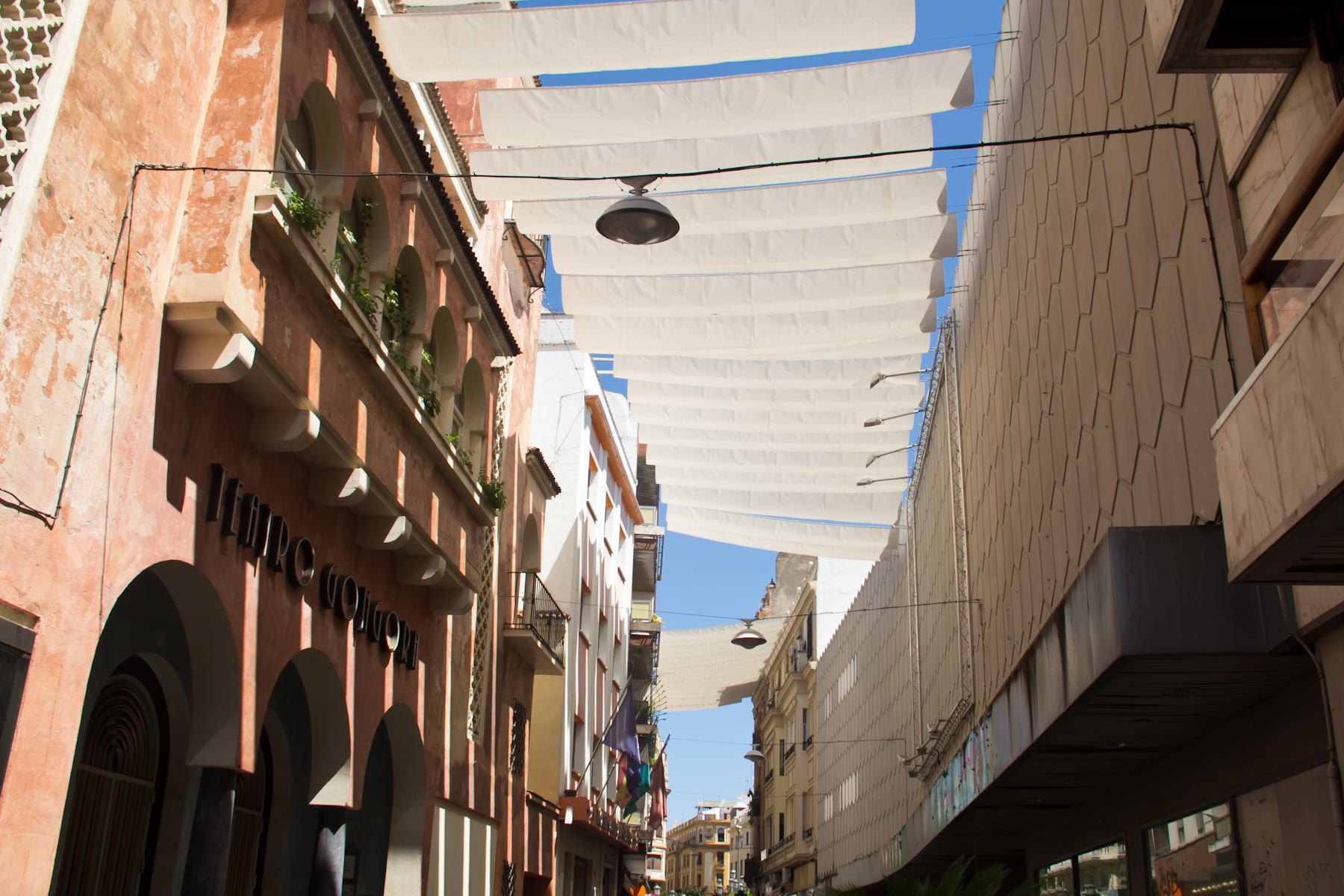
Tentures de protection contre le soleil dans la rue Jesús María, à Cordoue, en juillet 2015.

Le climat de Cordoue et de ses environs est un climat tempéré de type méditerranéen-continental, qui partage des caractéristiques du climat méditerranéen et d'autres du climat continental, avec des influences atlantiques. Les hivers sont doux, quoiqu'avec quelques gelées qui ont parfois été fortes en raison de la distance qui sépare Cordoue de la mer. Les étés sont très chauds, avec d'importantes oscillations thermiques diurnes et des températures maximales qui, en moyenne, sont les plus hautes d'Europe, dépassant tous les ans les 40 °C à plusieurs reprises et qui ont pu dépasser les 45 °C. Bien que les minimales soient plus fraîches, la température moyenne atteint 28 °C en juillet et en août. Les précipitations se concentrent sur les mois les plus froids, à cause de l'influence atlantique déjà mentionnée : elles se produisent à cause de l'entrée de bourrasques venues de l'ouest, situation qui se reproduit plus souvent durant la période allant de décembre à février, et présentent une forte sécheresse estivale, typique des climats méditerranéens. Les pluies annuelles atteignent les 600 mm, bien qu'il existe une importante irrégularité interannuelle. Dans la classification de Köppen, le climat de la ville peut se définir comme Csa.
Les températures maximales enregistrées à l'Observatoire de l'aéroport de Cordoue (situé à 6 km de la ville) sont de 46,9 °C le 13 juillet 2017, 46,6 °C le 23 juin 1995 et 46,2 °C le 1er août 2003. La minimale la plus basse est de -8,2 °C le 28 janvier 2005.
| Mois                                  | jan.      | fév.      | mars      | avril     | mai       | juin    | jui.      | août      | sep.      | oct.    | nov.      | déc.      | année                       |
| ------------------------------------- | --------- | --------- | --------- | --------- | --------- | ------- | --------- | --------- | --------- | ------- | --------- | --------- | --------------------------- |
| Température minimale moyenne (°C)     | 3,6       | 4,9       | 7,4       | 9,3       | 12,6      | 16,5    | 19        | 19,4      | 16,9      | 13      | 7,8       | 5,5       | 11,4                        |
| Température moyenne (°C)              | 9,3       | 11,1      | 14,4      | 16        | 20        | 24,7    | 28        | 28        | 24,2      | 19,1    | 13,5      | 10,4      | 18,2                        |
| Température maximale moyenne (°C)     | 14,9      | 17,4      | 21,3      | 22,8      | 27,4      | 32,8    | 36,9      | 36,5      | 31,6      | 25,1    | 19,1      | 15,3      | 25,1                        |
| Record de froid (°C) date du record   | −8,2 2005 | −5 1981   | −4,2 1993 | −0,2 1986 | 2,4 1991  | 7 1971  | 11 1961   | 11 1977   | 6 1974    | 1 1970  | −3,6 1971 | −7,8 1979 | −8,2 2005                   |
| Record de chaleur (°C) date du record | 22,9 2007 | 27,8 1960 | 33 2015   | 38,8 2023 | 41,2 2015 | 45 1965 | 46,9 2017 | 46,9 2021 | 45,4 2016 | 36 2004 | 29,7 2009 | 23,8 2018 | 46,9 13/7/2017 et 14/8/2021 |
| Nombre de jours avec gel              | 6,6       | 3         | 0,4       | 0         | 0         | 0       | 0         | 0         | 0         | 0       | 0,6       | 3,3       | 15,5                        |
| Ensoleillement (h)                    | 174       | 186       | 218       | 235       | 288       | 323     | 363       | 336       | 248       | 204     | 180       | 148       | 2 905                       |
| Précipitations (mm)                   | 66        | 55        | 49        | 55        | 40        | 13      | 2         | 5         | 35        | 86      | 80        | 111       | 605                         |
| Nombre de jours avec précipitations   | 7,2       | 6,1       | 4,9       | 6,7       | 4,9       | 1,4     | 0,4       | 0,6       | 3,2       | 6,9     | 5,9       | 8,1       | 56,6                        |
| Humidité relative (%)                 | 76        | 71        | 64        | 60        | 55        | 48      | 41        | 43        | 52        | 66      | 73        | 79        | 60                          |
| Nombre de jours avec neige            | 0,2       | 0         | 0         | 0         | 0         | 0       | 0         | 0         | 0         | 0       | 0         | 0         | 0,2                         |
| Nombre de jours d'orage               | 0,4       | 0,6       | 1         | 1,9       | 1,9       | 1,1     | 0,6       | 0,5       | 1,7       | 1,7     | 0,7       | 0,7       | 12,7                        |
| Nombre de jours avec brouillard       | 2,8       | 2,4       | 0,5       | 0,8       | 0,6       | 0       | 0         | 0         | 0,3       | 1,2     | 2,6       | 4,5       | 15,7                        |

| Diagramme climatique                                  |           |           |           |            |            |         |           |            |          |           |            |
| J                                                     | F         | M         | A         | M          | J          | J       | A         | S          | O        | N         | D          |
| 14,93,666                                             | 17,44,955 | 21,37,449 | 22,89,355 | 27,412,640 | 32,816,513 | 36,9192 | 36,519,45 | 31,616,935 | 25,11386 | 19,17,880 | 15,35,5111 |
| Moyennes : • Temp. maxi et mini °C • Précipitation mm |           |           |           |            |            |         |           |            |          |           |            |

## Toponymie
L'étymologie du nom de la ville a été largement discutée dans l'historiographie et il n'existe actuellement aucun consensus sur le sujet.
La première apparition de Cordoue dans les textes antiques ferait référence à un établissement commercial phénicien dans les abords immédiats de la ville.[réf. nécessaire]
En 1799, José Antonio Conde suggère que le nom vient du punique (ancien phénicien) qart ṭūbah ou Carta-tuba,
qui signifie « bonne ville » ou « bonne cité » — Córdoba étant fondée pendant l'Espagne barcide (province carthaginoise, de 237 à 206 av. JC). 

Autre origine carthaginoise possible : Kart-Juba, ainsi nommé par Hannibal en l'honneur d'un général Numide nommé Juba, qui combattit et mourut dans une bataille dans la région vers 230 avant JC[réf. incomplète][réf. à confirmer],[réf. incomplète][réf. à confirmer].
Mise à sac par Jules César pendant les guerres civiles vers 45 av. JC, Auguste la refonde, l'appelant Colonia Patricia Corduba,,.
Samuel Bochard pense que l'origine du nom est Corteba, « moulin à huile » en langue phénicienne - et il en déduit que les Phéniciens ont introduit la culture de l'olive dans la région.
D'autres hypothèses font référence à l'existence d'un peuplement ibère antérieur à la venue des phéniciens, en considérant que la terminaison en uba est largement utilisée en Hispanie dans le sens de « colline » ou « fleuve ».
Oba est notamment l'ancien nom du Guadalquivir, et Qart-Oba serait la « cité de l'Oba ».[réf. nécessaire]
À l'époque de la domination musulmane, la ville était connue sous le nom de Qurṭubah (arabe : قرطبة).

## Histoire

### Préhistoire
Les premières traces de présence humaine dans la région sont les restes d'un Néandertal datés à environ 42,000 à 35 000 av. JC. Des habitations de la culture de Tartessos ont existé vers l'embouchure du Guadalquivir à partir du VIIIe siècle av. J.-C. (vers Cadix),. Le site de la ville de Cordoue est peuplé depuis la préhistoire de la péninsule Ibérique.

### Époque romaine
En 169 av. JC, le consul romain Marcus Claudius Marcellus, petit-fils du Marcus Claudius Marcellus qui avait gouverné Hispania Ulterior et Hispania Citerior, fonde un nouveau village à côté d'une population existante. La date est contestée : il aurait pu être fondé en 152 av. JC. Entre 143 et 141 av. JC, la ville est assiégée par Viriatus. En 113 av. JC elle a un forum. Le célèbre trésor de Cordoue (en), mélangeant des traditions artistiques romaines et locales, est enterré dans la ville vers cette époque (il se trouve maintenant au British Museum).
Pendant la République romaine, la ville est la capitale de la province romaine d'Hispanie ultérieure.[réf. nécessaire] 
Jules César la détruit pendant les guerres civiles vers 45 av. JC, à cause de sa soumission à Pompée. Auguste la refonde, l'appelant Colonia Patricia Corduba,, 
et la repeuplant de soldats vétérans. Sous l'Empire, Cordoue devient la capitale de la province d'Hispania Baetica, autrement dit la Bétique, avec forum et de nombreux temples, et est le centre principal de la vie intellectuelle romaine en Hispanie ultérieure,.
Cordoue est la ville natale du rhéteur Sénèque l'Ancien vers 54 av. J.-C. et de son fils, le philosophe et dramaturge Sénèque, dans les dernières années avant J.-C. Par la suite, c'est aussi la ville natale du poète Lucain (auteur de l'épopée historique La Pharsale) qui y naît en 39. Différents monuments datant de l'époque romaine sont encore visibles dans cette ville.
Au IIIe ou au IVe siècle, Cordoue devient un siège épiscopal. Le premier évêque de Cordoue a probablement été Ossius qui est présent au premier concile de Nicée en 325. Il a été conseiller de l'empereur Constantin.
Aux VIe et VIIe siècles, il est possible que la ville de Cordoue ait fait partie de la province de Spania rattachée à l'empire byzantin, mais ce n'est pas certain.

### Époque wisigothique
Lors de l'effondrement de l'Empire romain d'Occident au Ve siècle, la ville passe sous la domination des Vandales, puis des Wisigoths jusqu'en 711, à l'exception d'un bref intermède byzantin, entre 554 et 571, à la suite de la conquête d’une partie de l’Espagne wisigothique jusqu’à Cordoue par les armées de Justinien.

### Époque musulmane

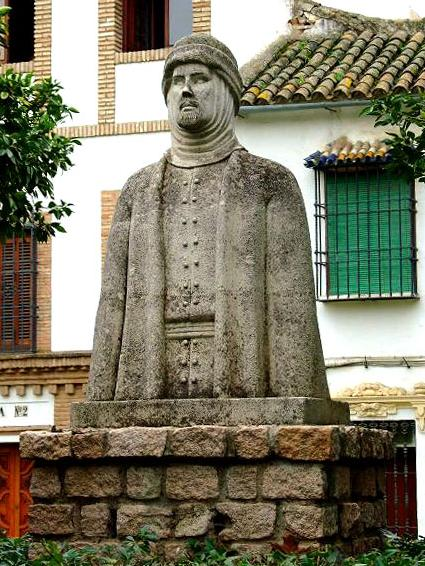
Statue d'Al-Hakam II sur le Campo Santo de los Martires à Cordoue.

Les musulmans conquirent la ville en 711. Elle devient alors le principal centre administratif et politique du royaume d'al-Andalus, qui rassemblait les territoires de la péninsule ibérique et de Septimanie sous domination musulmane. Plusieurs dynasties se succèdent pendant cette période et le statut politique du territoire change. À partir de 756, Cordoue est la capitale de l'émirat de Cordoue, fondé par le prince omeyyade Abd al-Rahman Ier. Mais à partir de 929, elle devient la capitale d'un califat indépendant, après que l'émir Abd al-Rahman III a rompu tout lien avec les Abbassides de Bagdad et s'est lui-même proclamé calife. Les règnes d'Abd al-Rahman III (912-961), de son fils al-Hakam II (961-976) et du hadjib (vizir) al-Mansur ibn Abi Amir (981-1002) constituent la période la plus glorieuse de l'histoire de la ville, même si les califes eurent tendance à la négliger au profit de leur nouvelle capitale, Madinat al-Zahra, fondée en 936.
En 858, remontant le Guadalquivir, le chef viking Hasting pille Cordoue.
Tout au long du Xe siècle, Cordoue rivalise avec Bagdad par la taille, la population et surtout la magnificence. À son apogée vers l'an mille, Cordoue est une des villes les plus peuplées d'Occident, les estimations variant entre 250 000 et 500 000 habitants. La ville aurait alors compté plus de six cents mosquées et neuf cents bains publics.
Le règne d'Almanzor à la fin du Xe siècle voit la construction de la ville palatine de Madinat al-Zahira à l'est, secteur opposé à la ville califale de Madinat al-Zahra, à l'ouest. Entre ces deux lieux de pouvoir, Cordoue se développe en un ensemble de faubourgs et de quartiers. Cordoue était en effet au centre d'une agglomération complexe. La ville de Cordoue au sens propre, la medina, que les Arabes appelaient Qurtuba, était alors entourée d’une enceinte, au-delà de laquelle se sont développés des faubourgs non fortifiés, appelés djanib ou rabad. La medina elle-même était la seule partie fortifiée de la ville. De 785 à 987, les musulmans y ont entrepris la construction de la Grande Mosquée, qui reste le principal monument de la ville. Le géographe al-Idrisi, qui écrit deux cents ans plus tard, nous dit que la medina était divisée en cinq villes, chacune close par une enceinte. Les deux complexes palatins (Medinat Al-Zahra à l'est pour le Calife et Medinat Al-Zahira à l'ouest pour Almanzor) formaient de véritables villes dans la ville et étaient deux de ces cinq villes. On y trouvait aussi un quartier juif. À l’est de la Grande Mosquée s’étendait le quartier des souks.
À l’est de la medina s’étendait un djanib surnommé en espagnol axarquía, mot d'origine arabe (« ech-charqiya ») signifiant « côté oriental » : ce faubourg était très développé, constitué de nombreux quartiers, dont le quartier mozarabe (les chrétiens et les juifs étaient assez nombreux à Cordoue, mais la ville semble avoir été l’une des plus islamisées de l’Andalousie à l’époque califale).
À l’ouest s’étendait un autre faubourg vers Medinat Al Zahra, le « côté occidental » construit à partir de l'époque émirale. Il est densément occupé durant la période califale, mais perd en importance avec la guerre-civile (1011-1031), jusqu'à disparaître brutalement avec les ravages que la conquête des Almohades occasionne. Au sud enfin, de l’autre côté du fleuve, s'était développée la Secunda Ar-Rabad, le « second faubourg ».
L’artisanat était très présent à Cordoue : on y travaillait le cuir (le cuir cordouan est célèbre : le mot « cordonnier » dérive d'ailleurs de « Cordoue »), mais aussi le textile. Une autre grande industrie de la ville était la fabrication de papier et de livres : Cordoue est sans doute l'une des villes les plus cultivées du monde à cette époque. Un effort systématique a été entrepris par le calife al-Hakam II pour constituer une bibliothèque contenant tous les ouvrages capitaux, anciens et récents connus à l’époque. Un réseau de dépisteurs, de collecteurs, de copistes, étendu à l’ensemble du monde islamique, a acheminé vers Cordoue une fabuleuse collection d’ouvrages, égale en importance à celle des califes abbassides. On cite le chiffre de 400 000 volumes. À Cordoue même, une armée de scribes et de relieurs veillait à l’entretien de ces trésors.
Durant les années 1009 à 1031, le califat s'effondre et se divise en plus d'une dizaine de petits États, les taïfas. Cordoue n'est plus que la capitale d'un de ces États, qui tombe en 1069 aux mains de l'émir de Séville. Occupée ensuite par les Almoravides en 1086, puis par les Almohades en 1149, la ville cesse d'être capitale et commence son long déclin jusqu’à aujourd'hui.

### Sous la couronne d'Espagne
Cordoue reste sous contrôle musulman jusqu'en 1236, date de la prise de la ville par Ferdinand III de Castille. La ville continue à décliner, n'étant plus désormais qu'une agglomération secondaire de l'Andalousie castillane, dépassée en particulier par Séville. Son relatif renouveau démographique ne date que du XXe siècle.
Les musulmans y restent tolérés pendant les premières décennies de la domination castillane, mais la Grande Mosquée est aussitôt convertie en église, élevée canoniquement au rang de cathédrale en 1239. En 1523, l'édification d'une nef centrale, appelée « Capilla Mayor » (littéralement la « Grande chapelle »), est entreprise au cœur de l'ancienne mosquée. Les nombreuses ouvertures de la mosquée sur la ville (qui assuraient une grande luminosité à l'intérieur de l'édifice) sont alors murées. La mosquée était portée par 1 013 colonnes jusqu'à la Reconquête catholique, colonnes prises de l'antique basilique wisigothique San Vicente (VIe siècle) détruite et sur laquelle s'est élevée la mosquée. Il en subsiste 856. La "Capilla Mayor" a été construite sous Charles Quint.
En 1808, au cours des guerres napoléoniennes, la ville est mise à sac par les troupes françaises.

## Patrimoine

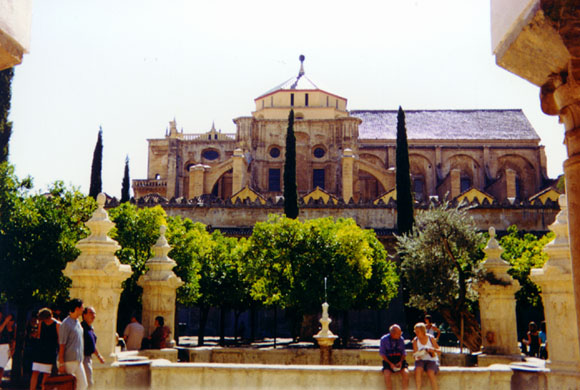
La mosquée-cathédrale de Cordoue, constituée à la base d'une mosquée et « surmontée » d'une cathédrale.

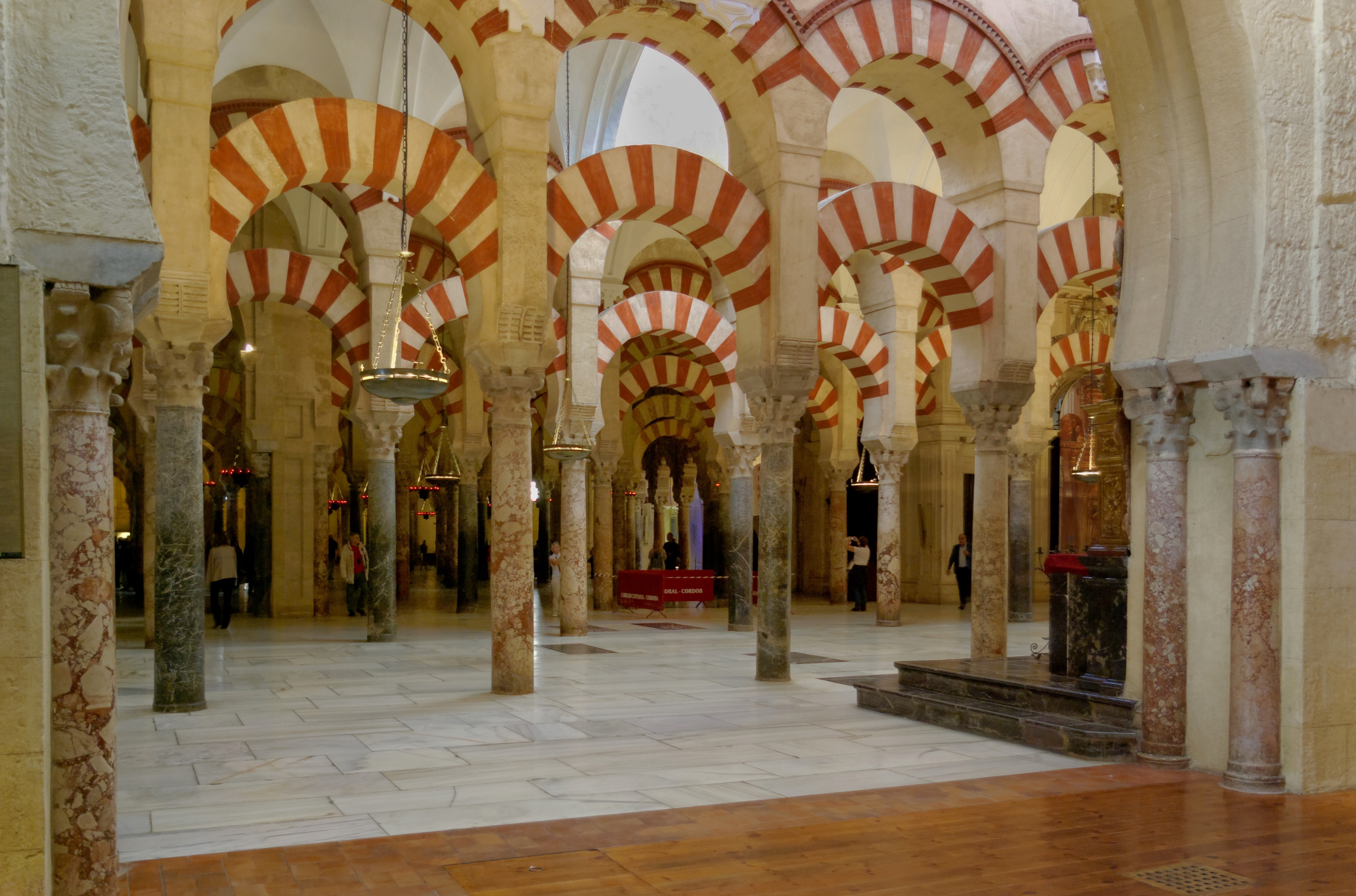
La colonnade de la mosquée-cathédrale de Cordoue.

### Centre historique
Le centre historique est l'un des centres historiques les plus grands d'Europe. En 1984, l'Unesco a inscrit la Mosquée-cathédrale au patrimoine mondial. Plus tard, en 1994, l'Unesco a étendu cette dénomination à la plus grande partie de la vieille ville.

### Patrimoine religieux

#### La mosquée-cathédrale
Le plus grand et le plus fameux monument religieux de la ville est la Mezquita ou mosquée-cathédrale. Le site sur lequel elle s'élève a été occupé successivement par un temple romain à Janus puis une église wisigothique. Les Omeyyades ont construit la mosquée au VIIIe siècle. Elle se caractérise par son immense colonnade, agrandie plusieurs fois au fil des siècles, et qui a compté jusqu'à plus d'un millier de colonnes. Au XIIIe siècle, une cathédrale fut érigée à l'intérieur de la mosquée en démolissant une partie de la colonnade.

#### La synagogue médiévale
La synagogue de Cordoue est un tout petit bâtiment construit au début du XIVe siècle. Elle est connue pour être l'une des trois seules synagogues espagnoles conservées datant d'avant l'expulsion des juifs en 1492, avec les deux conservées à Tolède. La partie supérieure des murs arbore des décorations en stuc montrant des motifs géométriques entourant des inscriptions en hébreu. Au-dessus du rez-de-chaussée se trouve le premier étage qui était réservé aux femmes, selon la structure habituelle des synagogues de l'époque.

#### Les églises fernandines
La ville compte un groupe de douze églises fernandines :
- l'église de Saint-André (Iglesia de San Andrés), située rue Realejo ;
- l'église de Sant-Augustin (Iglesia de San Agustín), située place Saint-Augustin ;
- l'église de Saint-Jean et de tous les saints (Iglesia de San Juan y Todos los Santos), située rue Lope de Hoces ;
- l'église de Saint-Laurent (Iglesia de San Lorenzo), située place Saint-Laurent ;
- l'église de la Magdalena (Iglesia de La Magdalena), située sur l'Avenida Ronda de Andujar. Actuellement, l'église n'est plus un lieu de culte catholique, mais est utilisée comme équipement culturel, principalement par la fondation CajaSur (dépendant de la banque espagnole du même nom) ;
- l'église Santa Marina (Iglesia de Santa Marina de Aguas Santas), située sur la plaza de Santa Marina ;
- l'église San Miguel (Iglesia de San Miguel), située place Saint-Michel ;
- l'église de Saint Nicolas de la Ville (Iglesia de San Nicolás de la Villa), située rue Concepción ;
- l'église de Saint-Paul (Iglesia de San Pablo). Son entrée principale se trouve rue Capitulares et son entrée latérale rue San Pablo. Elle fait partie du pâté de maisons de San Pablo (Manzana de San Pablo), qui consiste en un grand jardin, aujourd'hui transformé en parc, et sur lequel ouvrent plusieurs palais et maisons seigneuriales, dont le Palacio de Orive (également appelé Palacio de los Villalones), raison pour laquelle le jardin est également appelé le Huerto de Orive. Dans ce jardin, au cours des années 1990, ont été découverts les vestiges du cirque romain de Cordoue[39] ;
- la basilique de Saint-Pierre (basílica de San Pedro), sur la plaza de San Pedro. Les Saints Martyrs de Cordoue y sont enterrés. Elle a été déclarée Basilique mineure par le pape Benoît XVI en 2006 ;
- l'église Santiago (Iglesia de Santiago), située rue Agustín Moreno ;
- une ancienne église fernandine, l'église de Saint Nicolas de la Ajerquía (Iglesia de San Nicolás de la Ajerquía), autrefois située sur le Paseo de la Ribera, a été détruite et ses matériaux ont été réutilisés en majorité pour l'iglesia de San Francisco.

#### Autres édifices religieux

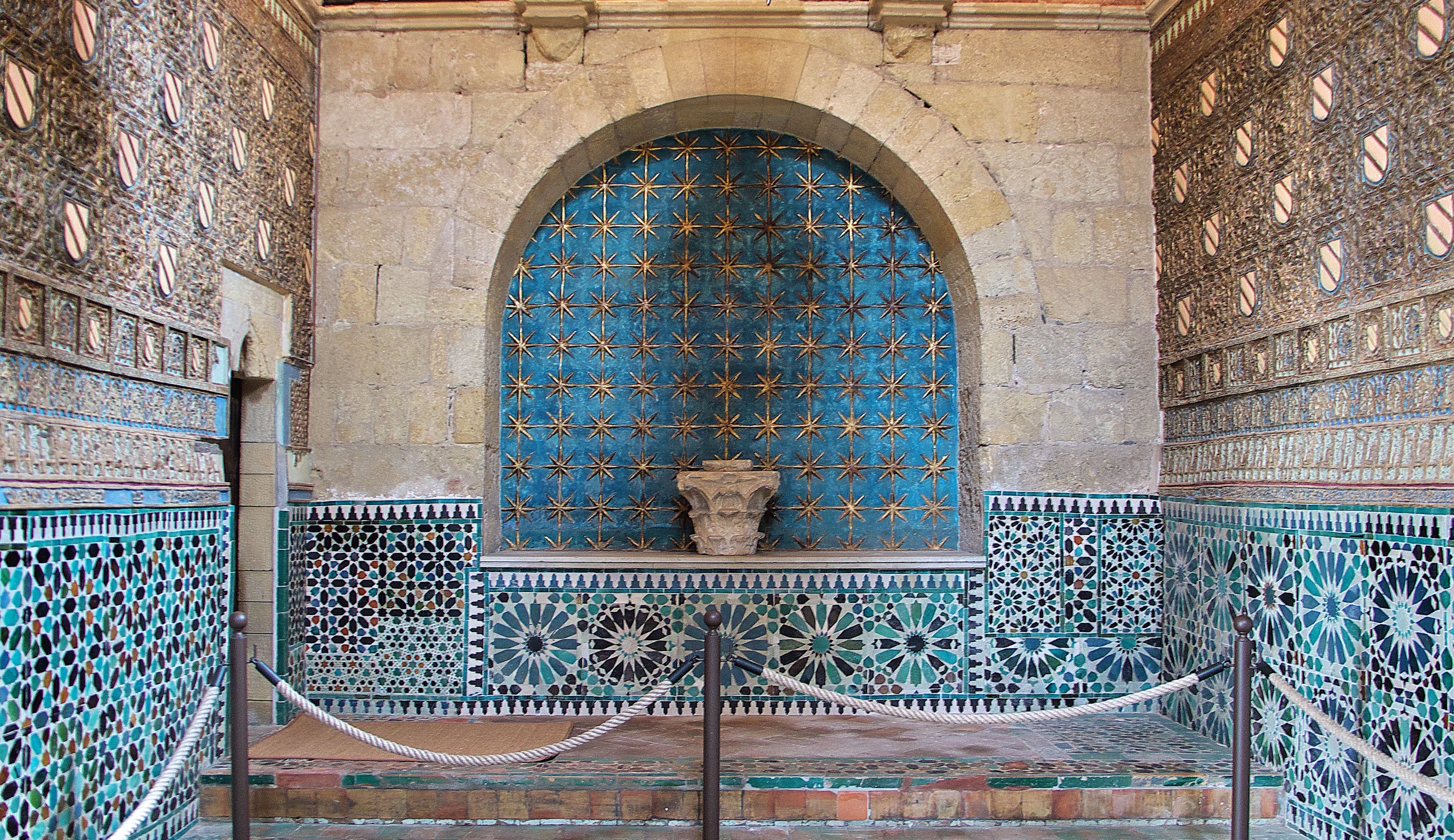
Intérieur de la chapelle San Bartolomé, déclarée Bien d'intérêt culturel en Espagne en 1931.

La ville compte également d'autres églises ainsi que plusieurs monastères et couvents, certains désaffectés :
- la collégiale royale de Saint-Hippolyte (Real Colegiata de San Hipólito). Elle abrite les tombeaux de Ferdinand IV de Castille et d'Alphonse XI de Castille, souverains de Castille et de León ;
- l'église de Notre-Dame de la Grâce (Iglesia de Nuestra Señora de Gracia), aussi appelée Iglesia del Rescatado, ou iglesia de los Padres de Gracia, ou encore iglesia de los Padres Trinitarios ;
- l'église de Saint-Joseph et du Saint-Esprit (Iglesia de San José y Espíritu Santo) ;
- l'église de Saint-Antoine de Padoue (Iglesia de San Antonio de Padua) ;
- l'église-couvent de l'ange saint (Iglesia Conventual del Santo Ángel) ;
- l'église de María Auxiliadora (Iglesia de María Auxiliadora) ;
- l'église de San Roque (Iglesia de San Roque) ;
- l'église de Notre-Seigneur-de-la-Paix (Iglesia de Nuestra Señora de la Paz) ;
- l'église-hôpital de Jésus de Nazareth (Iglesia Hospital de Jesús Nazareno) ;
- l'église-couvent de San Cayetano (Iglesia Conventual de San Cayetano) ;
- l'église-hôpital de San Jacinto (Iglesia Hospital de San Jacinto) ;
- l'église de San Francisco y San Eulogio (Iglesia de San Francisco y San Eulogio). Elle se trouve à l'intérieur du Compás de San Francisco, dans la rue du même nom (connue aussi sous le nom de calle de la Feria), dans le centre de la ville ;
- le monastère de Saint-Jérôme (Monasterio de San Jerónimo) ;
- l'église de Santa María de Trassierra ;
- l'église de San Pedro de Alcántara ;
- l'église de San Salvador y Santo Domingo de Silos. Elle se trouve sur la plaza de la Compañía. La fraternité du Saint-Sépulcre (Hermandad del Santo Sepulcro) y réside ;
- le sanctuaire de Notre-Seigneur de Linares (Santuario de Nuestra Señora de Linares) ;
- la Torre de Santo Domingo de Silos, tour qui est un vestige de l'église du même nom fondée par Ferdinand III de Castille. Elle se trouve plaza de la Compañía ;
- le Santuario de Nuestra Señora de la Fuensanta ;
- la chapelle San Bartolomé (Capilla de San Bartolomé) ;
- la basilique del Juramento de San Rafael, qui se trouve sur le Barrio de San Lorenzo ;
- l'ermita del Socorro ;
- le couvent Sainte-Anne et Saint-Joseph (Carmes déchaussées) ;
- le couvent du Corpus Christi.

### Patrimoines civil et militaire

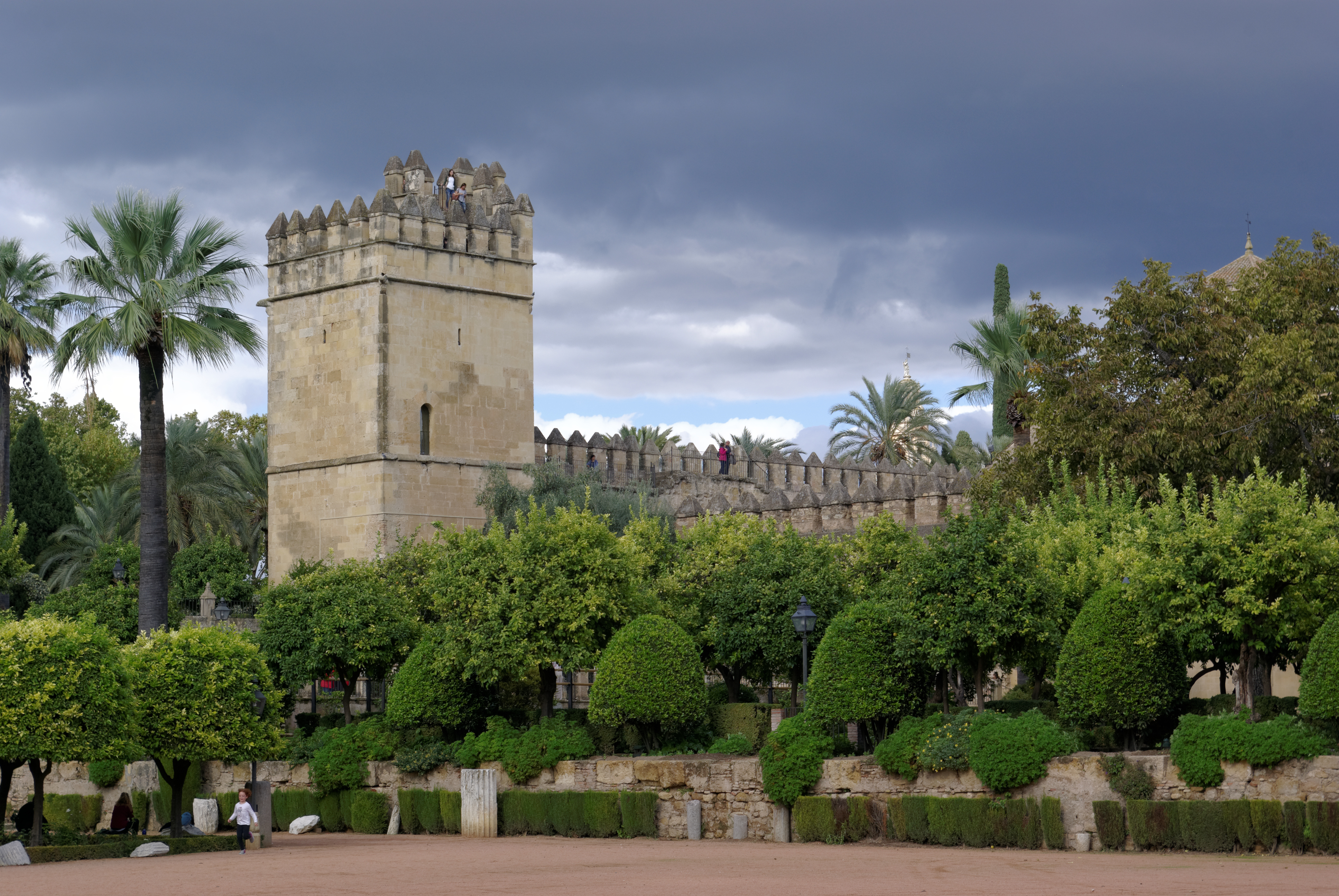
Vue de l'Alcázar des rois chrétiens de Cordoue depuis les jardins. À gauche, la Torre de los leones (Tour des lions).

Le vestige militaire le plus visible à Cordoue est l'Alcázar des rois chrétiens, construit sur le site d'une forteresse occupée depuis l'époque wisigoth mais dont le bâtiment actuel date du XIVe siècle, ayant été bâti pour remplacer l'Alcázar califal situé en bonne partie au même emplacement. Les murailles encerclant la ville et les diverses tours d'origines musulmanes et chrétiennes sont les vestiges du passé militaire de Cordoue, et représentent aujourd'hui tout ce qui reste du patrimoine militaire de la ville en dehors de l'Alcazar. Une partie des remparts et la plupart des tours ont été détruites aux XVIIIe et XIXe siècles, mais quelques pans de murailles et quelques tours demeurent comme la tour de la Calahorra qui remonte à l'époque almohade (XIIe siècle) et la tour de la Malmuerta, de style mudéjar (construite au XVe siècle). La tour de la Malmuerta est connue pour les nombreuses légendes qu'elle a inspirées.
Parmi les bâtiments militaires de Cordoue, celui des écuries royales (caballerizas reales), construit au XVIe siècle, a été détruit par un incendie au XVIIIe siècle, mais le bâtiment reconstruit au même endroit est très proche dans sa structure du bâtiment d'origine.
Le palais des marquis du Carpio, bien que ne formant pas un bâtiment militaire au sens plein du terme, est une maison fortifiée bâtie au XVe siècle à partir de l'une des tours du rempart, pour servir de résidence à la famille Méndez de Sotomayor, que le roi Fernand III avait chargée de défendre la muraille de la ville au XIIIe siècle.

### Patrimoine archéologique
La ville abrite de nombreux vestiges archéologiques. Plusieurs remontent à l'Antiquité, principalement à l'époque romaine. Le pont romain de Cordoue traverse le fleuve Guadalquivir en face de la mosquée-cathédrale ; il a été restauré dans les années 2000. Un théâtre romain est conservé sous le bâtiment du Musée archéologique et ethnologique de Cordoue. Le principal temple romain de Cordoue se trouve au nord-est de la ville, à côté du siège de l'ayuntamiento. La ville contient également un mausolée romain conservé sur le Paseo de la Victoria et des vestiges abrités dans la station des autobus interurbains. Le site archéologique de Cercadilla abrite les restes d'un des palais de l'empereur romain Maximien. En outre, plusieurs musées et bâtiments de la ville exposent des collections antiques romaines (dont de nombreuses mosaïques) mais aussi d'art ibérique antique.
Les vestiges médiévaux sont très nombreux. Les ruines musulmanes abondent : minarets conservés dans les églises, bains arabes. À quelques kilomètres de Cordoue se trouvent les ruines de Madinat al-Zahra, ville datant du Xe siècle, époque du califat d'Al-Andalus. Un autre site archéologique notable à proximité de la ville est le palais de Munyat al-Rummaniya, qui date également du Xe siècle.

### Trame urbaine héritée du Moyen Âge
- Le quartier de la Judería, le quartier juif médiéval de la ville.
- Le quartier de la Magdalena.
- Le quartier de San Lorenzo, avec son église.

### Ponts

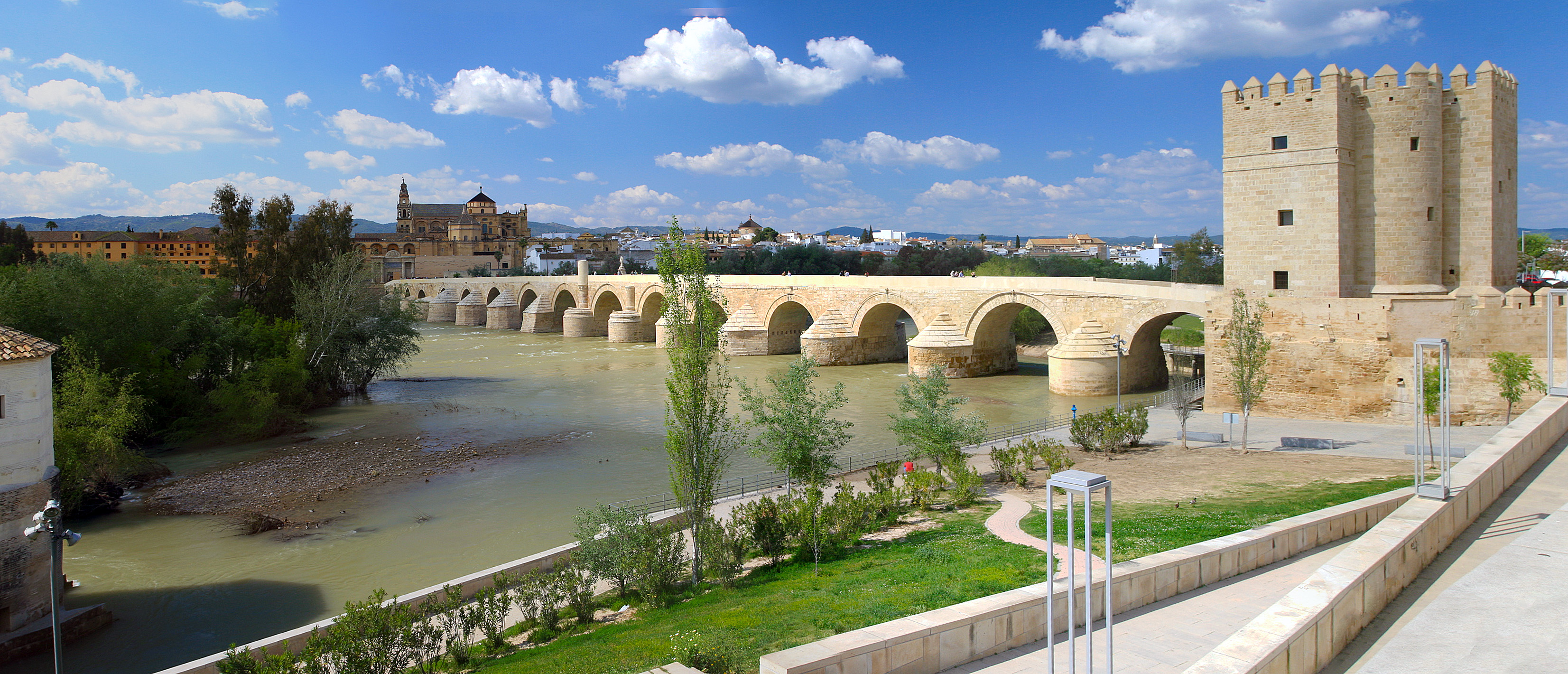
Le pont romain de Cordoue avec, à gauche, le centre historique et la mosquée-cathédrale et, à droite, la tour de la Calahorra.

Le pont romain de Cordoue est le plus ancien et le plus important pont conservé de la ville. Il enjambe le fleuve Guadalquivir à son passage dans la ville et unit le Campo de la Verdad (au sud, rive gauche) au quartier de la mosquée-cathédrale (au nord, rive droite). Il a été construit au début du Ier siècle. Sa longueur est de 331 mètres et il est soutenu par 16 piles (il en comptait 17 à l'origine). La forme de ses nombreuses piles leur permettait de briser le courant du fleuve, important dans l'Antiquité. À l'époque romaine, ce pont formait un moyen d'accès important à la ville depuis la partie sud de la péninsule ibérique, car c'était le seul à permettre de franchir le fleuve sans recourir à une embarcation. La Via Augusta, qui reliait Rome à Cadix, passait probablement par là. Pendant vingt siècles, ce pont romain a été l'unique pont de Cordoue, jusqu'à la construction du Puente de San Rafael au milieu du XXe siècle. La porte romaine qui se trouvait au nord, rive droite, a été remplacé au fil du temps par une porte maure, puis, en 1572, par l'actuelle Porte du Pont. Au XIIe siècle, à l'époque almohade, la tour de la Calahorra est construite sur la rive sud comme moyen de défense du pont. À mi-parcours sur le pont se trouve une statue de Saint-Raphaël. Le pont a été restauré dans les années 2000 et a rouvert le 9 janvier 2008.
Le pont de Saint Raphaël de Cordoue (Puente de San Rafael), inauguré en 1953 sous le régime franquiste, est le second pont à franchir le Guadalquivir dans la ville. Il relie l'Avenida del Corregidor à la Plaza de Andalucía. Long de 217 mètres, il est formé de huit arches longues chacune de 25 mètres, et sa largeur est de 18,5 mètres, dont 12 mètres de chaussée.
Le Puente de Andalucía est un pont à haubans qui traverse le Guadalquivir à l'ouest de la ville. Il a été inauguré en 2004. Il fait partie du premier tronçon de la Ronda de Poniente. Sa longueur est de 210 mètres, prolongée par un viaduc de 200 mètres sur la rive droite du fleuve.
Le Puente de Miraflores, inauguré en 2003, relie le parc de Miraflores au centre historique de Cordoue et passe à peu de distance du pont romain. Il est destiné au trafic automobile. Il est constitué d'un tablier en acier Corten supporté par une pile de pierre en forme de barque.
Le pont de l'autoroute du Sud, destiné au trafic automobile, traverse le Guadalquivir et fait partie du périphérique sud-est de Cordoue.
Le pont Abbas Ibn Firnás, inauguré en 2011, traverse le Guadalquivir à l'ouest de la ville. Il fait partie de l'itinéraire ouest de Cordoue (la route CO-32). C'est un pont à haubans long de 365 mètres et large de 30,4 mètres. Il a été conçu par l'ingénieur José Luis Manzanares Japón. Il a été baptisé en hommage au savant andalou humaniste Abbas Ibn Firnas (810-vers 887).
Le Puente del Arenal relie l'avenida del Campo de la Verdad au Recinto Ferial.
Il existe aussi d'autres ponts, comme le viaduc qui unit l'Avenida Arroyo del Moro et la Glorieta del Poeta Ibn Zaydun, ou encore le pont romain d'Alcolea, situé entre les quartiers périphériques d'Alcolea et de Los Ángeles.

### Parcs et jardins

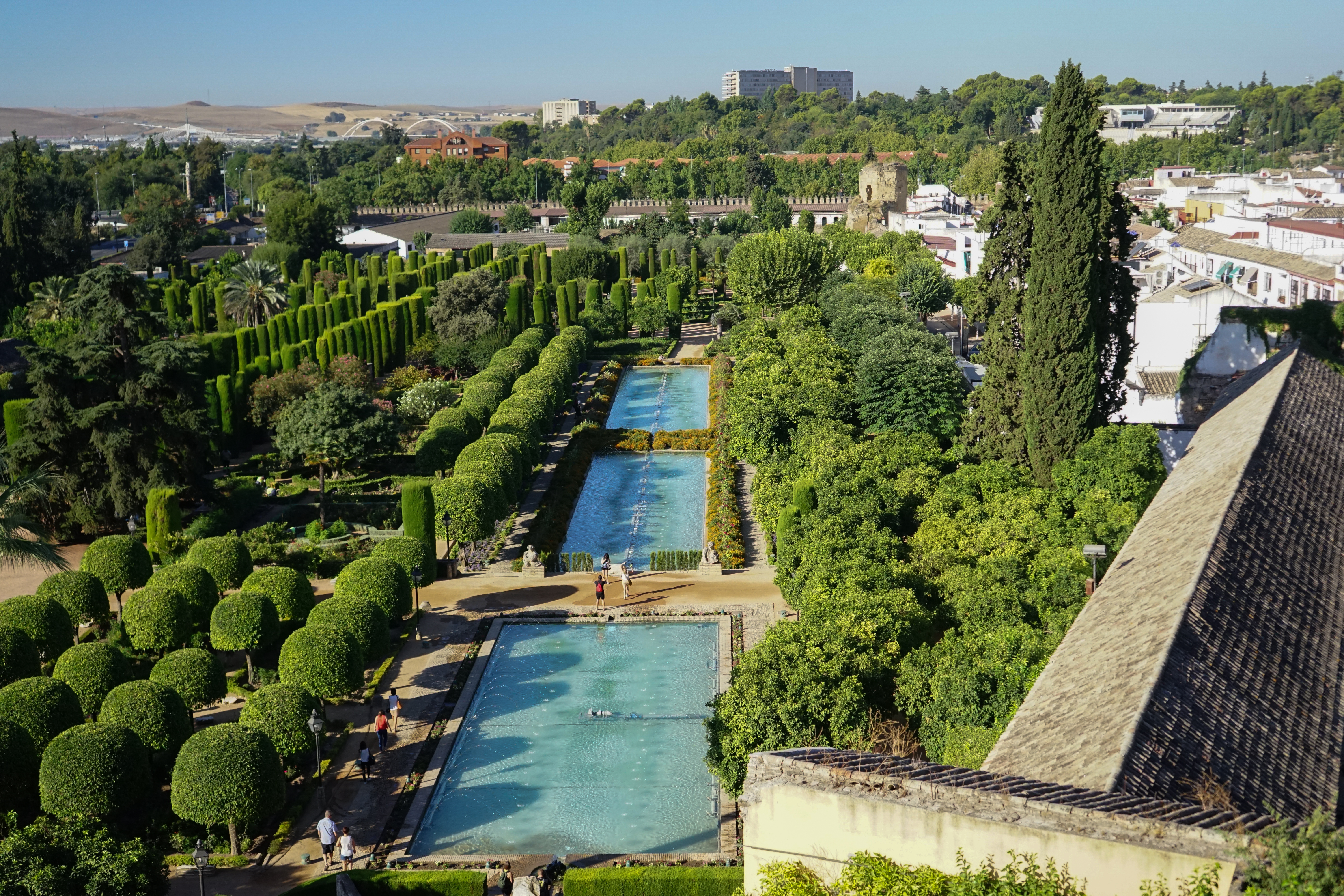
Jardins de l'Alcázar, au sud-ouest de Cordoue.

- Les Jardins de la Victoire. En plus d’une petite fontaine moderniste du XXe siècle, ces jardins comptent deux installations récemment rénovées, soit la Caseta Victoria, et le Kiosko de la música. Dans la partie nord, appelée Jardins du Duc de Rivas, se trouve une pergola de style néoclassique créée par l’architecte Carlos Sáenz de Santamaría. Elle est utilisée comme hall d’exposition et de café bar.
- Les Jardins de la Agricultura sont situés entre les jardins de la Victoire et le Paseo de Córdoba. Ces jardins sont constitués de nombreux sentiers qui convergent radialement à une place ronde ayant une fontaine ou un étang. On le surnomme l’étang aux canards car ces animaux vivent dans un petit bâtiment sur l’île au milieu de l’étang. On retrouve aussi plusieurs sculptures un peu partout dans les jardins, telle que la sculpture en mémoire de Julio Romero de Torres, celle du compositeur Julio Aumente, et le buste de Mateo Inurria. Au nord se trouve une labyrinth de roses.
- Le parc des Miraflores est situé sur la rive sud du fleuve Guadalquivir. Il fut conçu par l’architecte Juan Cuenca Montilla en une série de terrasses. On y retrouve plusieurs points d’intérêt comme les ponts de Salam et de Miraflores, ainsi qu’une sculpture par Agustín Ibarrola.
- Le Parc Cruz Conde est situé au sud-ouest de la ville. C’est un jardin à l'anglaise public.
- Le Paseo de Córdoba, situé sur les chemins de fer souterrains, est une promenade longue de plusieurs kilomètres agrémentée de nombreuses fontaines, dont six consistent en un portique d’eau formant une chute qui se déverse dans un étang à quatre niveaux. Il s'y trouve aussi un étang datant de l’époque romaine, ainsi que le bâtiment de l’ancienne gare de la Renfe (Réseau national des chemins de fer espagnols) qui sert maintenant de bureaux à l'entreprise Canal Sur.
- Les Jardins de Juan Carlos I se trouvent dans le quartier de la Ciudad Jardín. C’est une forteresse d’une superficie d’environ 12 500 m2.
- Les Jardins del Conde de Vallellano sont situés des deux côtés de l’avenue du même nom. Ils comportent un large étang en forme de L d’une capacité de 3 000 m3, ainsi que plusieurs vestiges archéologiques dont une citerne romaine datant de la seconde moitié du Ier siècle av. J.-C.
- Le Parque de la Asomadilla, d'une superficie de 27 hectares, est le deuxième plus grand parc d’Andalousie. Le parc recrée une végétation de forêt méditerranéenne.
- Le balcon du Guadalquivir.
- Les Jardins de Colomb, aussi appelés "jardins de la Grâce" en raison de leur proximité avec le couvent de la Grâce (siège du Conseil provincial de Cordoue).
- Les Sotos de la Albolafia. Déclarés monument naturel par le gouvernement d’Andalousie, ces bois sont situés sur une partie du cours du fleuve Guadalquivir, entre le pont romain et le pont San Rafael. Ils s'étendent sur une superficie de 21,36 hectares. Le bois abrite une grande variété d'espèces d’oiseaux et constitue un important point de migration pour plusieurs d'entre elles.
- Le parc péri-urbain de « Los Villares »
- Les jardins de l'Alcázar, la forteresse des rois chrétiens de Cordoue, au sud-ouest de la ville.

## Politique et administration

### Conseil municipal
La ville de Cordoue comptait 319 515 habitants aux élections municipales du 28 mai 2023. Son conseil municipal (en espagnol : Pleno del Ayuntamiento) se compose donc de 29 élus.
Depuis les premières élections municipales démocratiques de 1979, la ville a été un fief de la gauche radicale, avec des périodes de gouvernement du Parti populaire et, occasionnellement, du Parti socialiste ouvrier espagnol.

### Maires
| Mandat    | Maire | Maire                                                 | Parti   | Majorité |
| --------- | ----- | ----------------------------------------------------- | ------- | -------- |
| 1979-1983 |       | Julio Anguita                                         | PCE     | 8 / 21   |
| 1983-1987 |       | Julio Anguita Herminio Trigo (es) (1986)              | PCE     | 17 / 27  |
| 1987-1991 |       | Herminio Trigo (es)                                   | IU      | 10 / 27  |
| 1991-1995 |       | Herminio Trigo (es) Manuel Pérez Pérez (es) (02/1995) | IU      | 13 / 29  |
| 1995-1999 |       | Rafael Merino                                         | PP      | 13 / 29  |
| 1999-2003 |       | Rosa Aguilar                                          | IULV-CA | 9 / 29   |
| 2003-2007 |       | Rosa Aguilar                                          | IULV-CA | 13 / 29  |
| 2007-2011 |       | Rosa Aguilar Andrés Ocaña (es) (2009)                 | IULV-CA | 11 / 29  |
| 2011-2015 |       | José Antonio Nieto                                    | PP      | 16 / 29  |
| 2015-2019 |       | Isabel Ambrosio                                       | PSOE    | 7 / 29   |
| 2019-2023 |       | José María Bellido (es)                               | PP      | 9 / 29   |
| 2023-2027 |       | José María Bellido (es)                               | PP      | 15 / 29  |

## Démographie
Lors du recensement de 2015, Cordoue comptait 327 362 habitants et la densité de sa population s'élevait à 260,80 habitants/km². Son aire métropolitaine comptait 361 880 habitants. En 2014, on y a compté 3129 naissances et 2565 décès. En 2015, l'âge moyen de la population était de 41,76 ans. 21,76 % de la population était âgés de 19 ans ou moins, 61,61 % d'entre 20 et 64 ans, et 17,63 % était âgés de plus de 64 ans. En 2015, la ville comptait 170 051 femmes (51,95 % du total de la population) et 157 311 hommes (48,05 %).
Pyramide des âges à Cordoue en 2015 (selon l'Institut National de la statistique d'Espagne) :
| \| Hommes \| Classe d’âge \| Femmes \| \| ------ \| ------------ \| ------ \| \| 0,73 \| 85 à plus \| 1,77 \| \| 1,07 \| 80 à 84 \| 1,73 \| \| 1,30 \| 75 à 79 \| 1,95 \| \| 1,84 \| 70 à 74 \| 2,27 \| \| 2,25 \| 65 à 69 \| 2,73 \| \| 2,48 \| 60 à 64 \| 2,83 \| \| 3,13 \| 55 à 59 \| 3,52 \| \| 3,63 \| 50 à 54 \| 3,95 \| \| 3,87 \| 45 à 49 \| 4,10 \| \| 3,79 \| 40 à 44 \| 3,96 \| \| 3,96 \| 35 à 39 \| 4,03 \| \| 3,40 \| 30 à 34 \| 3,44 \| \| 3,01 \| 25 à 29 \| 2,91 \| \| 2,88 \| 20 à 24 \| 2,73 \| \| 2,56 \| 15 à 19 \| 2,39 \| \| 2,76 \| 10 à 14 \| 2,57 \| \| 2,88 \| 5 à 9 \| 2,72 \| \| 2,51 \| 0 à 4 \| 2,36 \| |              |        |
| Hommes | Classe d’âge | Femmes |
| 0,73 | 85 à plus    | 1,77   |
| 1,07 | 80 à 84      | 1,73   |
| 1,30 | 75 à 79      | 1,95   |
| 1,84 | 70 à 74      | 2,27   |
| 2,25 | 65 à 69      | 2,73   |
| 2,48 | 60 à 64      | 2,83   |
| 3,13 | 55 à 59      | 3,52   |
| 3,63 | 50 à 54      | 3,95   |
| 3,87 | 45 à 49      | 4,10   |
| 3,79 | 40 à 44      | 3,96   |
| 3,96 | 35 à 39      | 4,03   |
| 3,40 | 30 à 34      | 3,44   |
| 3,01 | 25 à 29      | 2,91   |
| 2,88 | 20 à 24      | 2,73   |
| 2,56 | 15 à 19      | 2,39   |
| 2,76 | 10 à 14      | 2,57   |
| 2,88 | 5 à 9        | 2,72   |
| 2,51 | 0 à 4        | 2,36   |

Évolution du nombre des habitants de la ville de Cordoue depuis 1842 :
Source : Institut national de la statistique d'Espagne (INE)
Note : entre le recensement de 1857 et le précédent, le territoire de la commune (municipio) s'agrandit pour inclure Santa María de Trassierra. Entre le recensement de 2001 et le précédent (qui remontait à 1996), le territoire de la commune s'agrandit pour englober la collectivité Santa Cruz de Montilla.
| Population | 160.000 | 200.000 | 450.000 | 25.000  | 37.872  | 42.909  | 55.614  | 58.275  | 66.831  | 73.710  | 103.106 |
|            | 1940    | 1950    | 1960    | 1970    | 1981    | 1991    | 2001    | 2002    | 2003    | 2004    | 2005    |
| Population | 143.296 | 165.403 | 198.148 | 235.632 | 284.737 | 310.488 | 314.034 | 314.805 | 318.628 | 319.692 | 321.164 |
|            | 2006    | 2007    | 2008    | 2009    | 2010    | 2011    | 2012    | 2013    | 2014    | 2015    |         |
| Population | 322.867 | 323.600 | 325.453 | 328.428 | 328.547 | 328.659 | 328.841 | 328.704 | 328.041 | 327.362 |         |

## Transports et communications

### Transports routiers
L'aire métropolitaine de Cordoue est considérée comme l'un des principaux noyaux logistiques et de communication de la Communauté autonome andalouse et se voit donner un rôle structurant par rapport à la communauté.
Plusieurs autoroutes (autopistas) et voies rapides (autovias) rayonnent depuis Cordoue :
- Autoroute espagnole A-4 : Voie rapide du Sud (Autovía del Sur) : Madrid - Aranjuez - Cordoue - Séville - Jerez - El Puerto de Santa María - Puerto Real - Cadix
- Autoroute espagnole A-45 : Voie rapide de Malaga (Autovía de Málaga) : Cordoue - Encinas Reales - *Antequera - Málaga
- A-431 : Autovía Cordoue - Villarrubia
- Route nationale espagnole N-331 : relie Cordoue et Málaga
- N-432 : route nationale espagnole N-432 : Badajoz - Zafra - Cordoue - Grenade
- Route nationale espagnole N-IV, dite route du Sud : Madrid - Cordoue - Séville - Cadix
- Plusieurs autoroutes urbaines :
  - CO-20 : rocade ouest de Cordoue
  - CO-30 (Ronda de Circunvalación de Córdoba) : route de circonvallation de Cordoue
  - CO-31 : pénétrante nord de Cordoue depuis la N-432
  - CO-32 : accès sud à l'Aéroport de Cordoue depuis l'A-4/A-45

### Autobus interurbains
La station d'autobus de Cordoue se trouve Avenida de la Libertad. Inaugurée en 1999, elle est l'œuvre de l'architecte César Portela Fernández-Jardón, qui reçut la même année le Prix national d'architecture. Le bâtiment abrite des vestiges archéologiques notables, principalement romains, ainsi que des sculptures d'Agustín Ibarrola et Sergio Portela. Il est utilisé par les compagnies Carrera, Alsa, Rafael Ramírez, Secorbús, Socibús, Autotransportes López, Unionbús et Linesur, qui desservent une multitude de destinations régionales et nationales.

### Voies ferrées

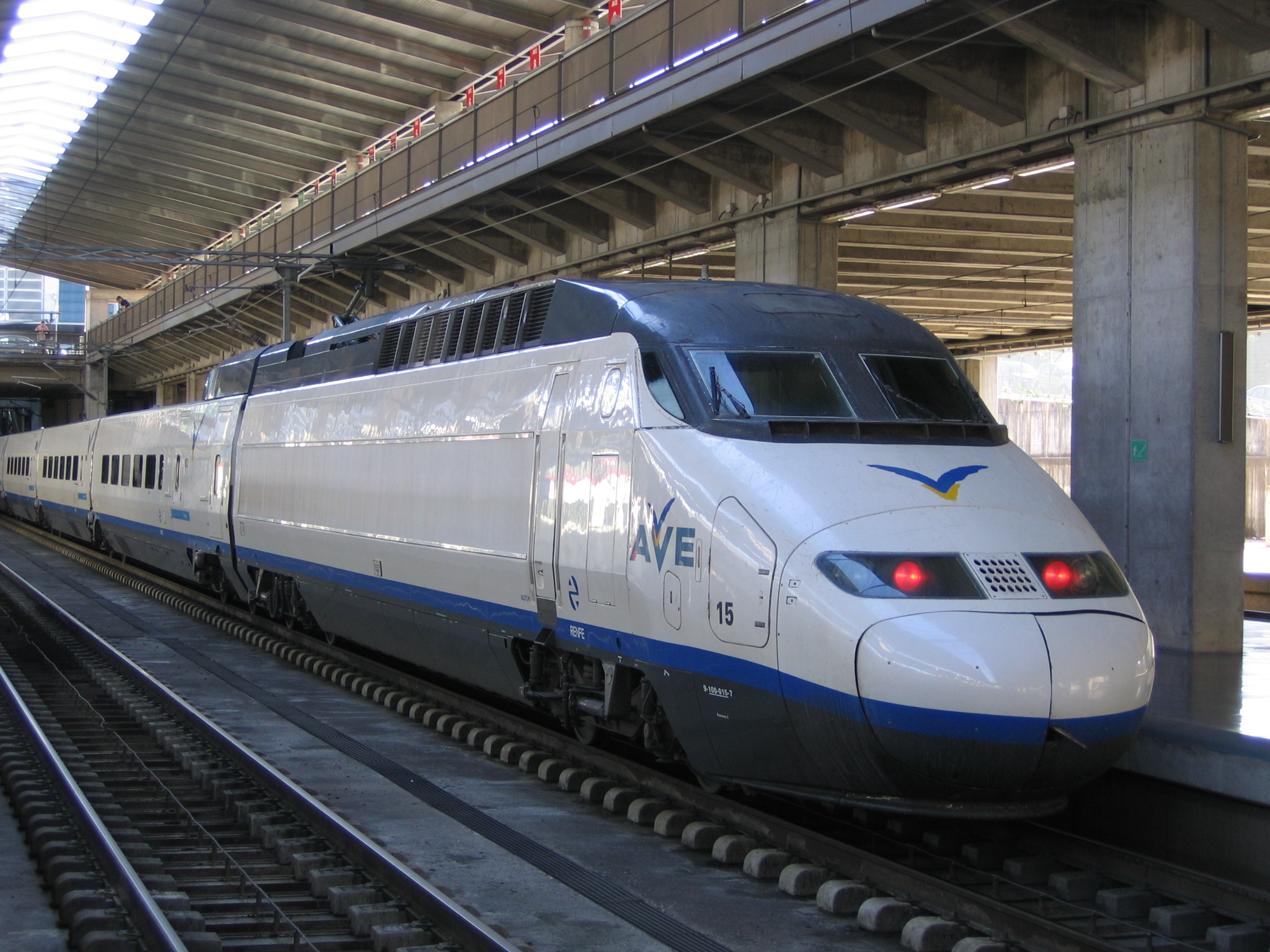
Un train à grande vitesse de la Renfe en gare de Cordoue.

La gare de Cordoue se trouve au nord de la ville, plaza de las Tres Culturas. Elle est desservie par la ligne de train conventionnelle qui relie Madrid au sud de la péninsule ; c'est à Cordoue que cette ligne se divise en deux branches, l'une partant vers Málaga et Algeciras tandis que l'autre part en direction de Séville (où elle se divise à son tour en deux branches qui desservent respectivement Cadix et Huelva). La gare de Cordoue est également desservie par les trains Alta Velocidad Española (AVE), les trains à grande vitesse, dont la ligne bifurque ensuite pour rejoindre soit Séville, soit Málaga et Grenade. La gare de Cordoue est la deuxième gare la plus fréquentée du pays après Madrid Atocha.
Il existe un service spécial de transport de voyageurs de la gare jusqu'au campus de Rabanales.
En 2009 a été mis en place le Centre de transports intermodal d'El Higuerón (Parc logistique de Cordoue) destiné notamment à améliorer l'intermodalité entre les transports ferroviaires et routiers.
Jusque dans les années 1980, la ville disposait d'une liaison ferroviaire avec les localités de la région du vallon de Guadiato grâce à la ligne Cordoue-Almorchón (aujourd'hui abandonnée en partie et destinée uniquement au transport du charbon jusqu'à la centrale thermique de Puente Nuevo).

### Transports aériens
Cordoue dispose d'un aéroport administré par l'entreprise publique ENAIRE. Les aéronefs pouvant circuler par cet aéroport ne dépassent pas certaines dimensions, en raison de la longueur limitée de la piste.
En 2006, l'aéroport a vu passer un total de 19557 passagers et 9221 opérations, dont un faible pourcentage relevait de l'aviation commerciale (normalement des services d'aérotaxi).

### Transports publics urbains

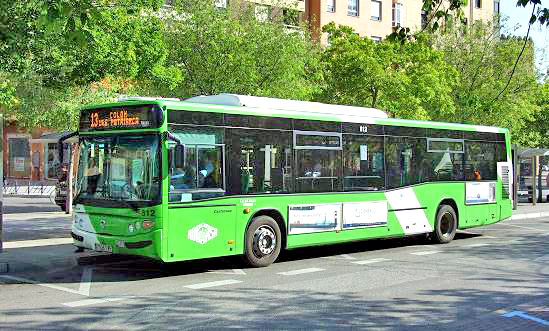
Un autobus Aucorsa à Cordoue en 2008.

Les autobus urbains de Cordoue sont administrés par l'entreprise municipale AUCORSA (Autobuses Urbanos de Córdoba S. A.) qui a été constituée en 1953. En 2014, elle disposait de 114 autobus (dont trois hybrides depuis 2012) et de 3 microbus électriques.
Dans les années 2000, la municipalité et la Junte d'Andalousie envisagent la création d'un réseau de tramway, finalement abandonné faute de financement.

### Pistes cyclables
Les premiers aménagements cyclables de Cordoue ont été construits en 1995-1996. Début 2007, la ville comprenait plus de 35 kilomètres de pistes cyclables, en incluant les routes à double sens multipliées par deux.

### Radio
- La Fresca FM Andalucía (100.4 F.M.)
- 40 Principales (96.6 F.M.)
- Megastar FM (105.7 F.M.)
- Kiss FM (95.6 F.M.)
- Melodía FM (98.1 F.M.)
- Europa FM (91.4 F.M.)
- Cadena SER (93.5 F.M.)
- Cadena DIAL (88.4 F.M.)
- Cadena 100 (106.7 F.M.)
- Cadena COPE (87.6 F.M.)
- Europa FM (88.9 F.M.)
- Rock FM (104.1 F.M.)
- Radio Marca (93.1 F.M.)
- Canal Sur (103.6 F.M)

### Télévision
Les principales chaînes reçues à Cordoue sont La 1 et La 2, qui dépendent du service public national Radio Televisión Española et Canal Sur Televisión, qui dépend du service public régional Radio y Televisión de Andalucía. Les chaînes privées nationales sont Antena 3, Telecinco et La Sexta. Il existe par ailleurs trois chaînes locales qui sont TVM, Onda Mezquita et PTV.

## Services publics

### Eau potable
L'approvisionnement en eau de la ville de Cordoue est réalisé par l'Empresa Municipal de Aguas de Córdoba (EMACSA), l'entreprise municipale des eaux de Cordoue, créée en 1969. L'eau gérée par EMACSA est entreposée dans plusieurs réservoirs : celui de Guadalmellato (145 hectomètres cube), celui de San Rafael de Navallana (156, 47 hm³) et celui de Guadanuño (1,60 hm³). La potabilisation de l'eau a lieu dans des stations de traitement d'eau potable ( estaciones de tratamiento de agua potable, abrégé en ETAP) où l'eau est traitée afin de devenir propre à la consommation humaine. La principale ETAP est Villa Azul, qui traite l'eau du réservoir de Guadalmellato et approvisionne plus de 328 000 habitants. Il existe deux autres ETAP : Guadanuño et Trassierra, qui approvisionnent 5 400 habitantes.
L'épuration des eaux résiduelles s'effectue dans des stations d'épuration des eaux résiduelles (estaciones de depuración de aguas residuales, abrégé en EDAR) où l'eau est traitée pour redevenir potable. Il existe trois stations de ce type : La Golondrina, Cerro Muriano et Santa Cruz.

### Déchets et entretien de la voie publique
La prise en charge des déchets et l'entretien des voies publiques à Cordoue sont effectuées par Sadeco, l'entreprise municipale d'assainissement de Cordoue. La Sadeco a été créée en 1986 avec pour buts la collecte et le traitement des déchets urbains, incluant leur recyclage et la préparation de compost, ainsi que le nettoyage de la voirie, l'entretien des collèges et édifices publics municipaux, l'hygiène et les épidémies, les services techniques et la maintenance ; la Sadeco comprend ausis un service éducatif.

## Éducation

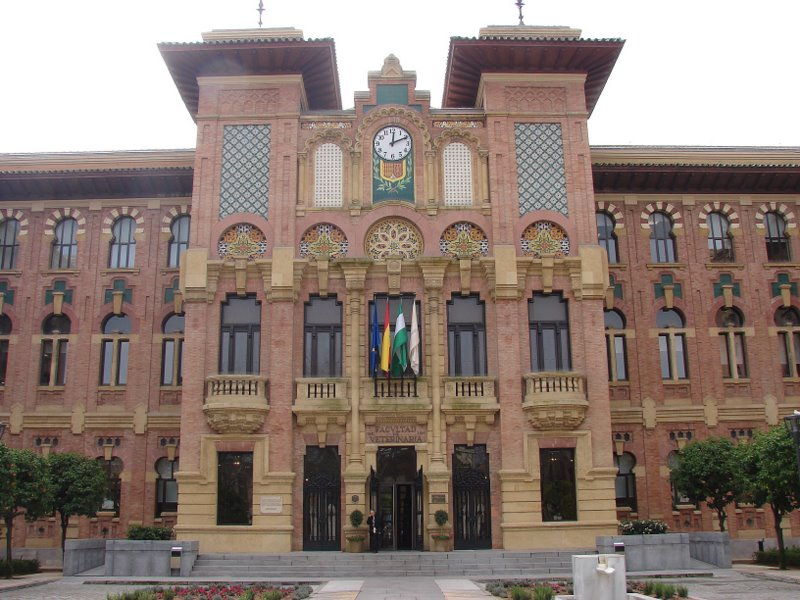
Le rectorat de l'Université de Cordoue, à l'ouest de la ville, dans l'ancien bâtiment de la faculté de médecine vétérinaire.

Cordoue dispose d'un ample réseau d'écoles et de collèges publics et privés.
L'enseignement supérieur est représenté principalement par l'Université de Cordoue. Ses origines remontent à l'Université libre fondée à la fin du XIXe siècle, mais elle est fondée en tant qu'université de Cordoue assez récemment, en 1972. C'est une université de taille moyenne, qui comptait en 2016 environ 15 000 étudiants, un peu plus de 1 200 enseignants et 700 autres employés. L'université prend en compte des domaines du savoir variés allant des Humanités aux sciences de la santé en passant par les sciences juridiques et sociales et plusieurs parcours scientifiques et techniques. Elle comprend trois campus principaux : le campus juridique et social, situé dans le centre-ville ; le campus des études de santé, situé à l'ouest de la ville ; et le campus agroalimentaire, scientifique et technique de Rabanales, qui se trouve à l'est. L'université de Cordoue administre également l'École polytechnique de Belmez, située à soixante de kilomètres de la ville.
En outre, plusieurs centres de formation professionnelle existent à Cordoue, dont l'École supérieure d'art dramatique et de danse (Escuela Superior de Arte Dramático y Danza de Córdoba), les écoles d'Arts et métiers (Artes y Oficios), le Conservatoire supérieur de musique Rafael Orozco (Conservatorio Superior de Música "Rafael Orozco"), le Conservatoire professionnel de musique, le Conservatoire professionnel de danse et le Consortium-école de joaillerie de Cordoue, ou encore le centre d'études privé Zalima.

## Santé
Le Service andalou de la santé (Servicio Andaluz de Salud), dont le siège se trouve à Séville, est responsable des services sanitaires gratuits et universels à Cordoue. Il administre l'Hospital Reina Sofía, également rattaché à la faculté de médecine de l'Université de Cordoue. C'est un hôpital de rang régional, qui prend en compte tous les domaines de spécialité médicaux et est utilisé par toute la communauté andalouse. Certaines spécialités sont prises en charge à Jaén.
Le site principal du complexe hospitalier se trouve dans la cité sanitaire, avenida Menéndez Pidal, au sud de Cordoue, non loin du parc Cruz Conde et du Jardin botanique royal. Ce site rassemble l'Hospital General inauguré en 1976 ainsi que le Centre d'anatomie pathologique (Centro de Anatomía Patológica) et le pavillon de gouvernance dans des bâtiments distincts. La cité sanitaire abrite également le bâtiment des consultations externes inauguré en 2002, qui est un bâtiment d'enseignement incluant une bibliothèque, ainsi que l'Hospital Provincial, inauguré en 1969. Plusieurs autres bâtiments ne se trouvent pas dans la cité sanitaire mais sont également rattachés au complexe hospitalier. C'est le cas du Centro de Especialidades Carlos Castilla del Pino, inauguré en 2013, et de l'Hospital de Los Morales, situé carretera Los Morales, dans la sierra cordouane. Cordoue abrite également deux centres de dialyse rattachés à ce complexe hospitalier. L'un d'eux a été créé en 1985 et se trouve au 12, rue Virgen del Perpetuo Socorro.
Cordoue dispose également de centres sanitaires privés : l'Hospital Cruz Roja Española, qui se trouve calle del Doctor Fleming, et l'Hospital San Juan de Dios, situé avenida del Brillante.

## Culture

### Bibliothèques et médiathèques

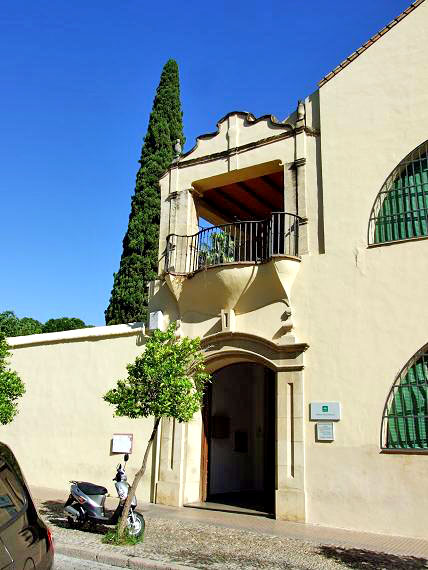
Façade de la Biblioteca Provincial à Cordoue en 2007.

La ville de Cordoue dispose d'un ample réseau de bibliothèques publiques qui dépendent de l'ayuntamiento. La Biblioteca Central (bibliothèque centrale) se trouve Ronda de Marrubial. Onze autres bibliothèques sont réparties dans la municipalité. C'est en 2001 que les bibliothèques ont été organisées en un Service municipal des bibliothèques, devenu ensuite le Réseau municipal des bibliothèques de Cordoue.
Créée en 1842 et ouverte au public en 1850, la Biblioteca Provincial de Córdoba (Bibliothèque provinciale de Cordoue) est l'héritière des fonds livresques des couvents, monastères et églises confisqués entre 1835 et 1837. Elle dispose d'un fonds d'environ 150 000 documents, livres, périodiques, enregistrements sonores, vidéos et autres types de documents. Elle est remarquable par son fonds ancien qui compte 78 incunables et 647 manuscrits ainsi qu'une excellente collection du XVIe siècle. Elle abrite au total plus de 13 000 œuvres antérieures à 1900.
La ville abrite également des bibliothèques universitaires dans les différentes facultés de la ville ainsi que de bibliothèques thématiques dépendant du conseil provincial, du diocèse de Cordoue. La Biblioteca Viva de Al-Ándalus, située dans le Palacio de Bailío, abrite le fonds bibliographique le plus important consacré à la culture andalouse. Elle appartient à la fondation Roger Garaudy et a pour objectif de mettre en valeur l'importance de la culture classique andalouse et de ses apports à la culture universelle.
L'Archivo Histórico de Viana (Archive historique de Viana), qui se trouve au Palacio de Viana, est une importante archive nobiliaire regroupant plus de 300 000 documents concernant la noblesse espagnole. Outre les informations concernant les titres de noblesse, elle conserve 877 testaments et majorats remontant jusqu'au XIIIe siècle, 868 parchemins relatifs à la monarchie espagnole depuis le Moyen Âge et 39 sceaux de plomb des rois d'Espagne et des papes, entre autres.
Les Jardines de la Agricultura de Cordoue abritent la Biblioteca Séneca (Bibliothèque Sénèque), ouverte en 1922 sur la base d'un fonds de 2000 volumes, dont la première collection de littérature pour la jeunesse accessible au public dans la ville.
La Cinémathèque d'Andalousie, créée en 1987 et située dans l'ancien Hospital de San Sebastián, est consacrée à la préservation, à l'étude et à la diffusion du patrimoine cinématographique andalou.

### Musées et maisons-musées

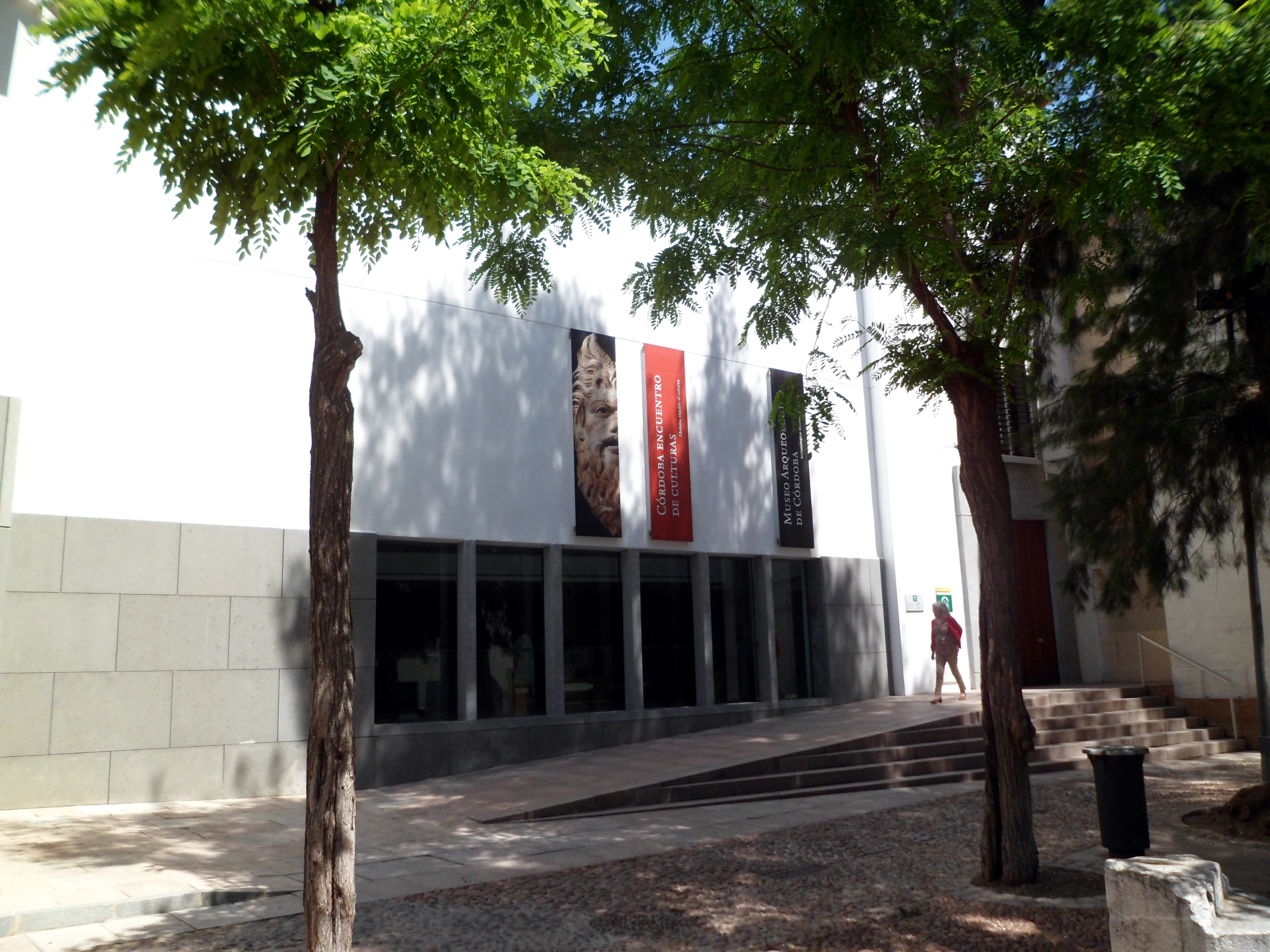
L'entrée du Musée archéologique et ethnologique de Cordoue.

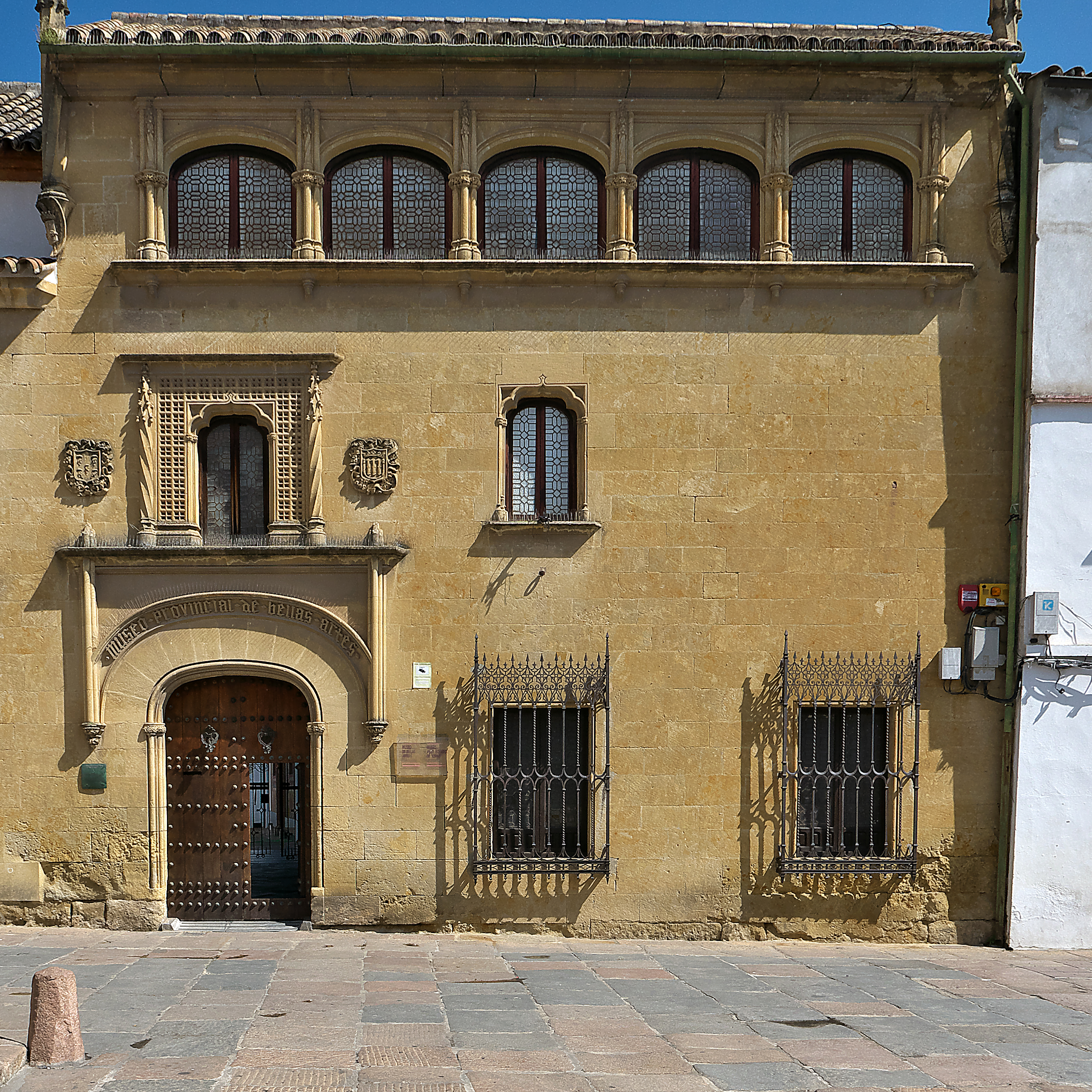
Façade du Musée des beaux-arts de Cordoue.

Le musée archéologique et ethnologique de Cordoue est l'un des plus complets d'Espagne. Ses collections comprennent des documents et œuvres allant de la Préhistoire au Moyen Âge. Le musée se trouve dans le Palacio de los Páez de Castillejo, en dessous duquel des fouilles archéologiques ont mis au jour les restes d'un théâtre romain, le plus grand de l'Hispanie romaine et l'un des plus grands de l'Empire romain ; ces ruines sont également ouvertes au public.
Le musée provincial des beaux-arts (Museo Provincial de Bellas Artes), situé dans l'ancien Hospital de la Caridad, abrite un fonds important de peintures et de sculptures dont la majorité provient des confiscations de 1835 et 1868.
Le musée Julio Romero de Torres rassemble la meilleure collection des œuvres du peintre cordouan Julio Romero de Torres (1874-1930). Ouvert en 1931, situé dans la maison natale du peintre, juste à côté du Museo de Bellas Artes, il rassemble notamment des tableaux fameux tels que La chiquita piconera, Viva el pelo et Naranjas y limones.
Le musée diocésain des beaux-arts (Museo Diocesano de Bellas Artes) est situé dans l'ancien Palais épiscopal de Cordoue en face de la mosquée-cathédrale. Il rassemble des tableaux, des tapisseries et des sculptures qui couvrent une période allant du Moyen Âge jusqu'à nos jours.
Le musée vivant d'Al-Andalus (Museo Vivo d'Al-Andalus), aussi appelé Museo de las Tres Culturas (Musée des trois cultures), se trouve dans la tour de la Calahorra, sur la rive sud du Guadalquivir, au-delà du pont romain. C'est un musée audiovisuel consacré à la coexistence des cultures chrétiennes, juives et musulmanes au Moyen Âge. Le musée a été ouvert en 1987.
Les bains califaux de Cordoue, construits par le calife omeyyade de Cordoue Al-Hakam II au Xe siècle et qui ont été les plus grands de la ville, abritent un musée consacré à la culture des bains arabes médiévaux. Ils présentent les différentes salles des bains, leur fonctionnement, leur histoire au fil des agrandissements et réaménagements, ainsi que leur contexte culturel. Le musée évoque également la Cordoue de l'époque d'Al-Andalus et l'Alcázar califal dont les bains sont le principal vestige conservé.
Le Museo Taurino Municipal est consacré à la corrida et à ses représentants les plus fameux à Cordoue.
La casa de Sefarad, située en plein cœur du quartier juif médiéval (la judería), en face de la synagogue, est consacré à la culture, à l'histoire et aux traditions séfarades.
La casa Andalusí, maison typiquement maure du XIIe siècle, contient une reconstitution des premières fabriques de papier arrivées en Occident ainsi que des collections de monnaies et de manuscrits médiévaux.
Le musée de l'eau est situé dans le Moulin de Martos, l'un des moulins du Guadalquivir à Cordoue. Il présente l'utilisation de l'eau dans les moulins hydrauliques afin de fabriquer de la farine de céréales, mais aussi pour les tissus et le travail du cuir.
Le musée du Palais de Viana abrite notamment des tapisseries flamandes, françaises (fabriquées à la Manufacture des Gobelins) et goyesques (fabriquées d'après des dessins de Goya) ; des peintures à l'huile de l'école de Bueghel ; une collection d'œuvres de cuir et de métal travaillées du type guadameciles ou cordobanes ; une galerie de peintures de batailles, et une bibliothèque comptant environ 7000 volumes (dont beaucoup en français).
Le musée Regina est consacré à l'orfèvrerie cordouane. Il présente le monde de la joaillerie, le processus de fabrication et l'histoire de ce domaine, et expose des collections de bijoux.
Le musée de la ville de Cordoue (Museo de la Ciudad) est situé dans l'ancien couvent de Sainte-Claire de Cordoue (convento de Santa Clara) où il a été ouvert en 2006.
Le musée de l'huile Carbonell est consacré à la fabrication de l'huile (Carbonell est une entreprise espagnole d'huile).
La galerie de l'Inquisition, située dans le centre historique de Cordoue, abrite une collection privée d'instruments de torture médiévaux.
La maison-musée Luis de Góngora y Argote est une maison du XVIIe siècle transformée en un musée et en un centre d'étude consacrés au poète baroque espagnol Luis de Góngora (1561-1627) ; elle a ouvert en 2006.
La maison-musée Ramón García Romero est consacrée à l'artisan et artiste Ramón García Romero (1941-2013), spécialisé dans les techniques de travail et d'ornementation du cuir, qui a remis en usage des techniques médiévales du Xe siècle (les guadamecíes et les cordobanes) auparavant tombées dans l'oubli et a été reconnu patrimoine humain de la ville de Cordoue en 2013. Elle a ouvert en 2006.
Le jardin botanique royal de Cordoue (Real Jardín Botánico de Córdoba) abrite deux musées. Le Musée d'ethnobotanique, inauguré en 1992, est consacré au rôle et aux usages des plantes dans les cultures humaines depuis la Préhistoire. Le Musée de paléobotanique présente une exposition de fossiles végétaux de toutes les périodes géologiques unique en Europe. Les collections du Musée de paléobotanique comprennent environ 110 000 spécimens, dont 107 000 relevant de la flore carbonifère, la grande majorité provenant de gisements espagnols.
Le centre d'art Pepe-Espaliú, ouvert en 2010, contient une exposition d'œuvres de l'artiste cordouan Pepe Espaliú (1943-1993), peintre, sculpteur et poète.

### Théâtres

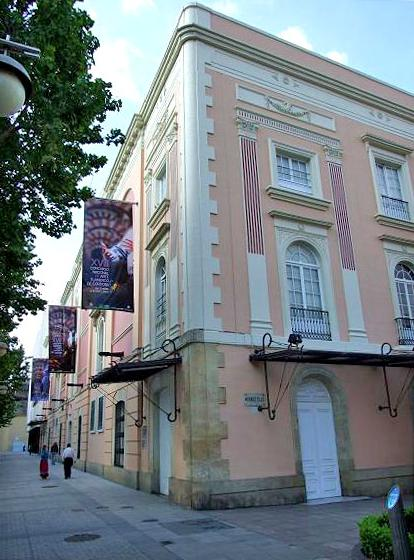
Façade du Grand Théâtre de Cordoue.

Le Grand Théâtre de Cordoue est un théâtre à l'italienne construit au XIXe siècle. Il est doté d'une salle en forme de fer à cheval pouvant accueillir 1000 spectateurs.
Le théâtre Góngora est un théâtre construit entre 1929 et 1932. C'est l'un des rares bâtiments conservés de Cordoue à représenter le style du Rationalisme architectural. Fermé en 1997 en raison de son mauvais état, il a été acquis en 2004 par l'Ayuntamiento de Cordoue. Il est actuellement la propriété de la chaîne de restaurants espagnole El Corte Inglés. Sa capacité d'accueil est de 1050 personnes.
Le Teatro de la Axerquía est un théâtre en plein air doté d'une capacité d'accueil de 3500 personnes. Il a été fermé pour d'importants travaux entre 1991 et 2007.

### Autres bâtiments culturels
Le Centre d'accueil des visiteurs de Cordoue (Centro de Recepción de Visitantes de Córdoba), situé aux environs de la Puerta del Puente, est destiné aux touristes et contient une exposition sur l'histoire de la ville et le fleuve Guadalquivir.
Le Palais de la Merced est un bâtiment historique. Originairement siège du couvent de la Merced Calzada, il abrite maintenant le siège du Gouvernement de la Province de Cordoue.

### Gastronomie
La cuisine cordouane fait partie de la cuisine espagnole et propose plus particulièrement des plats andaloux, mais elle possède aussi ses spécialités. À Cordoue, il existe une variante du gaspacho appelée le salmorejo, plus épais et crémeux que dans les autres régions d'Espagne. Le salmorejo se décline lui-même en une variante servie surmontée de petits morceaux d'œuf dur et de copeaux de jambon et qu'on appelle la porra. On y trouve aussi le rabo de toro, un guiso typique de Cordoue consistant en un ragoût de queue de vache ou de taureau.

### Artisanat
Cordoue a été célèbre dès le Moyen Âge pour son artisanat du cuir, allant du tannage au travail ornemental de luxe. Au XIIIe siècle, l'adjectif cordoban ou cordouan, signifiant « de Cordoue », qui a donné le nom français « cordonnier » car la ville était déjà célèbre pour ses cuirs. Le cuir appelé le cordobán est un cuir de vache ou de bouc de grande qualité, léger et doux, obtenu par l'intermédiaire d'un tannage employant des substances végétales, dont les tanins obtenus à partir du sumac. Ainsi préparé, le cuir se prête bien au travail employant les techniques du cuir repoussé ainsi qu'à la coloration permettant de réaliser des ornements polychromes. Une autre technique, le guadamecil, apportée par les Arabes au VIIIe siècle et très en faveur jusqu'au XIe siècle au moins, emploie du cuir de mouton, plus délicat et doux que le cuir de vache, pour des œuvres en cuir estampé, travaillé ou repoussé. Ces techniques, parfois tombées dans l'oubli, ont été redécouvertes et sont promues par quelques artisans locaux.
Cordoue est également connue pour sa joaillerie. En 2009, la joaillerie représentait plus de 20 % du tissu industriel de la ville et comptait un peu plus d'un millier d'entreprises.

## Principales fêtes et manifestations culturelles

### Carnaval de Cordoue (février)
Le carnaval de Cordoue, qui a lieu chaque année au mois de février, se concentre sur les rues et les places du Barrio de San Agustín. Un défilé du carnaval a lieu. Un concours de blagues et de déguisements a lieu au Grand Théâtre.

### Semaine sainte de Cordoue (mars-avril)
Ce sont des festivités religieuses chrétiennes annuelles qui durent une semaine, depuis le dimanche des Rameaux jusqu'au dimanche de la Résurrection. Les confréries arpentent les rues de Cordoue en rappelant quelques-unes des scènes de la Passion, mort et résurrection de Jésus, accompagnées par des nazaréens et des pénitents. Les fraternités et les communautés sont en général accompagnées de musique, mais il y a des communautés silencieuses. Cette fête se célèbre aux mois de mars et d'avril : la Pâques de la Résurrection a lieu le premier dimanche suivant la première pleine lune après l'équinoxe de printemps, et sa date se calcule en fonction du calendrier lunaire astronomique. De ce fait, il peut être précoce, par exemple le 22 mars, ou tardif, par exemple le 25 avril.
Cordoue compte une trentaine de communautés chrétiennes qui, chaque année à cette période, se dirigent vers le centre-ville, où se trouve le point de départ du parcours officiel qu'elles empruntent toutes. Beaucoup incluent aussi dans leur parcours la mosquée-cathédrale de Cordoue.

### Bataille des Fleurs (1ermai)

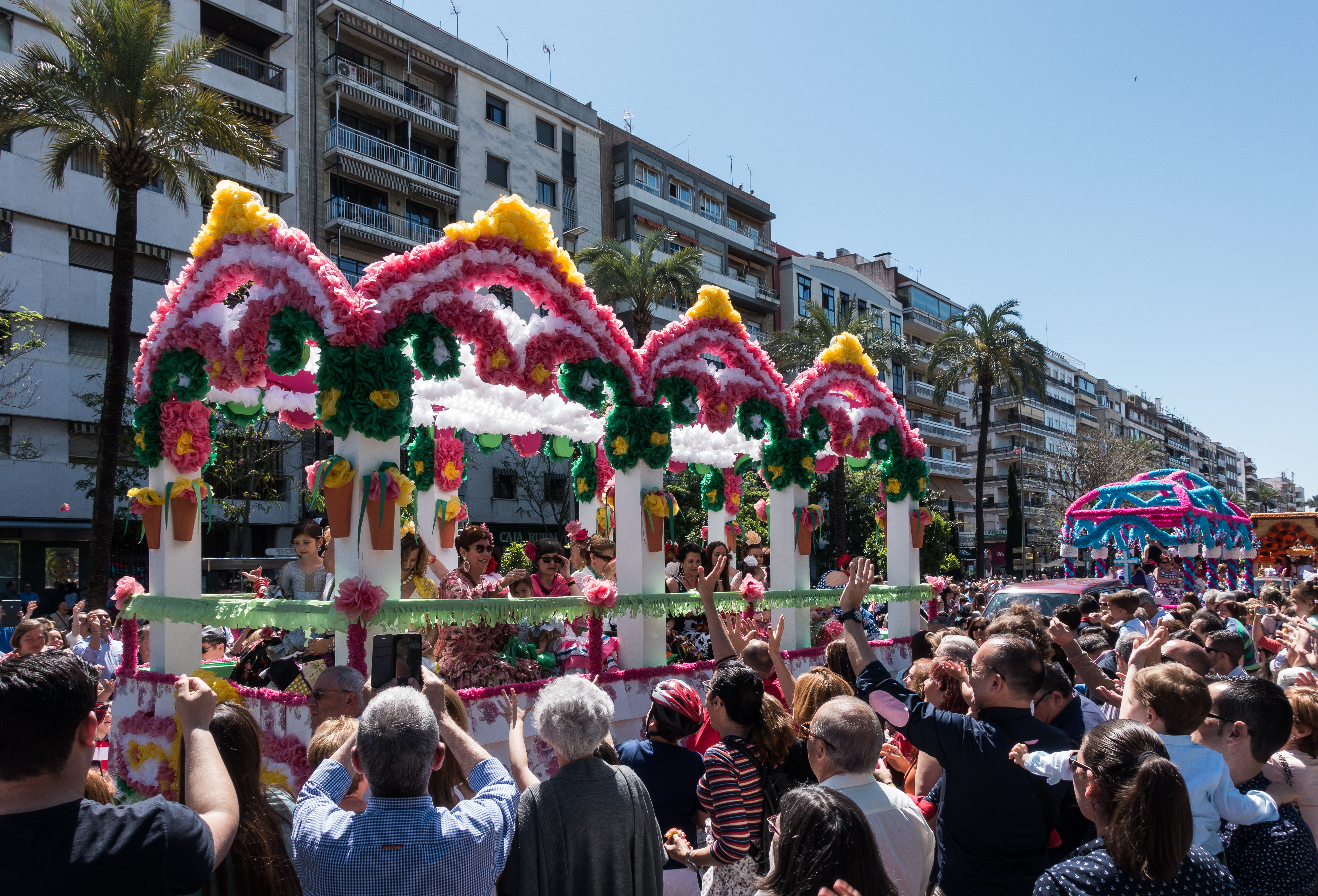
Bataille des fleurs de Cordoue en 2016.

La Bataille des Fleurs (Batalla de las Flores) est un défilé de carrosses sur lesquels montent des gens vêtus d'habits traditionnels, qui jettent aux spectateurs des fleurs, normalement des œillets, tandis que les spectateurs relancent les fleurs sur les chars. La fête a lieu le 1er mai de chaque année autour de midi. Elle est considérée comme la fête inaugurale du mois cordouan, ensemble de festivités ayant lieu à Cordoue au mois de mai.

### Le mois de mai cordouan
Mai cordouan (Mayo cordobés) est le grand mois de Cordoue. C'est pendant ce mois que se célèbrent chaque année les festivités les plus importantes et les plus connues à Cordoue. Au début du mois se célèbrent les Croix de Mai (Cruces de Mayo), fête au cours de laquelle les rues et places principales de la ville sont décorées de croix de bois mesurant environ trois mètres de haut, entièrement décorées de fleurs et entourées de jardinières remplies de belles plantes. Chaque croix intègre, en général en son centre, une décoration thématique en rapport avec l'endroit où on la dresse. La visite de ces belles croix s'accompagne en général d'un bar ou d'une buvette où l'on peut déguster des boissons et la nourriture typique de l'endroit.

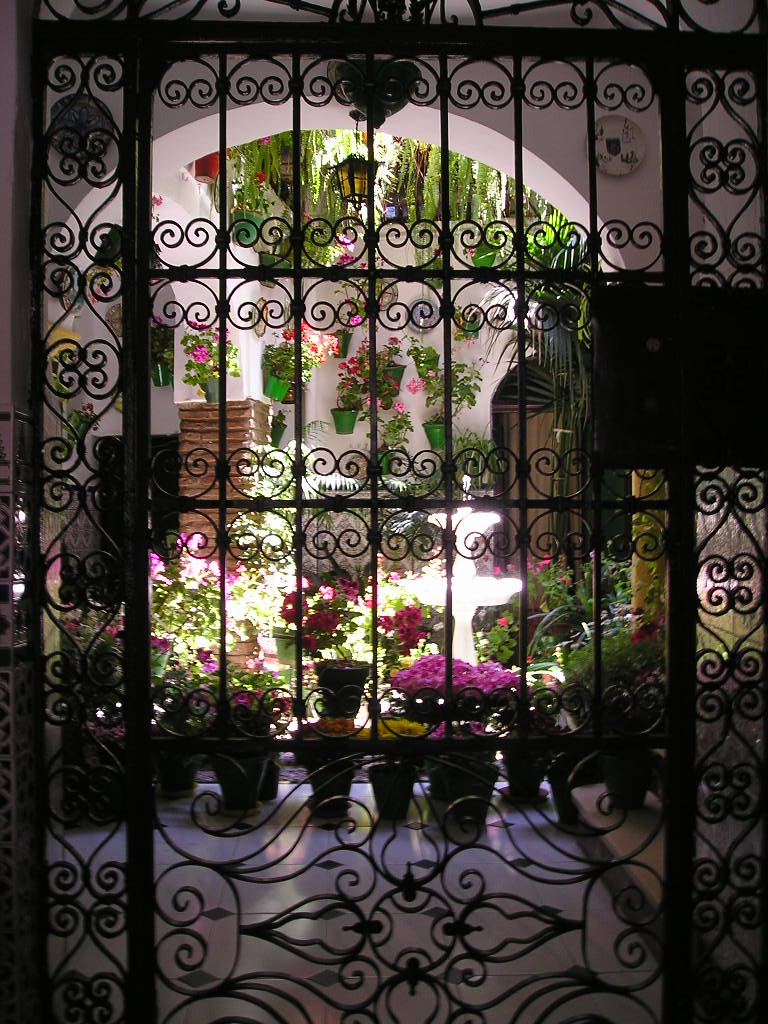
Patio cordouan.

Durant la deuxième et la troisième semaine de mai se déroule la Fête et concours populaire des patios (Festival y Concurso Popular de los Patios). Les participants ouvrent un accès gratuit aux patios de leurs maisons à des horaires déterminés et les passants peuvent venir les visiter. Les patios sont répartis en deux catégories : d'architecture ancienne ou d'architecture moderne. Durant la même période se célèbre aussi le Concours des grilles et des balcons (Concurso de Rejas y Balcones). En raison de leur popularité, de nombreux patios s'ouvrent aussi au public à d'autres périodes de l'année particulières, par exemple pour la Nativité et d'avril à juin. D'autres patios offrent aux touristes la possibilité de loger dans les maisons qui les abritent.
À partir de la deuxième semaine de mai a aussi lieu le festival de La Dégustation (La Cata). Toutes les bodegas (caves à vin) de Cordoue organisent des dégustations de vin. Il s'agit souvent de vins d'appellation d'origine Montilla-Moriles. On y déguste des vins comme le Fino (vin blanc très sec), l'Amontillado (vin blanc sec), l'Oloroso, le Cream, le Pedro Ximénez, le Blanc Jeune et le Blanc Pedro Ximénez.
Vers la fin du mois de mai a lieu la Fête chrétienne de Notre-Dame de la Santé (Feria de Nuestra Señora de la Salud), dont la principale journée de festivités est le 25 mai.

### Fête de la Fuensanta (début septembre)
La Fête de la Fuensanta, aussi appelée la Veille de la Fuensanta, consiste en fêtes folkloriques chrétiennes célébrées autour du 8 septembre en l'honneur de la Vierge de la Fuensanta aux environs de l'église du même nom.

### Le jour de la Saint-Raphaël (24 octobre)
Le 24 octobre est fêté le jour de l'archange Raphaël, protecteur de Cordoue, dont de nombreuses statues figurent dans les rues de la ville, notamment sur le Place du Potro. La coutume ce jour-là est de préparer et de déguster un chaudron de riz et de viande en pleine campagne.

### Autres manifestations culturelles
- Au mois de janvier : le marché médiéval.
- Du 6 mars au 5 mai : la biennale de photographie.
- Le festival Cosmopoética : rencontre annuelle de poètes et de musiciens.
- Au mois de mai : le festival de blues "ville de Cordoue".
- Au mois de juin : la Nuit blanche du flamenco.
- Au mois de juillet : le Festival international de guitare.
- Le Festival de cinéma africain de Cordoue.
- Au mois de septembre : le Festival Eutopía, festival de la création jeune où se côtoient des créations de tout type, de la musique au théâtre en passant par la littérature et la cuisine.
- En novembre : Animacor, festival international de cinéma d'animation.

## Personnalités illustres

### Politique
- Ossius de Cordoue, évêque de la ville et conseiller de l'empereur romain Constantin Ier aux IIIe – IVe siècles.
- Hicham Ier, fondateur de la dynastie des émirs omeyyades de Cordoue, au VIIIe siècle.
- Muhammad Ier, émir de Cordoue au IXe siècle.
- Abd al-Rahman III, émir de Cordoue, fondateur du califat de Cordoue au Xe siècle.
- Al-Hakam II, deuxième calife omeyyade de Cordoue (où il est né), au Xe siècle.
- Gonzalve de Cordoue, surnommé « Gran Capitán » (grand capitaine), militaire espagnol des XVe – XVIe siècles.
- Marie d'Aragon, reine consort de Portugal, née à Cordoue, XVe – XVIe siècles.
- María Silva Cruz (1915-1936), républicaine espagnole fusillée par les nationalistes à Cordoue;

### Littérature
- Lucain, poète épique romain du Ier siècle, natif de Cordoue.
- Ibn Hayyan, historien andalou des Xe – XIe siècles.
- Wallada, poétesse andalouse des Xe – XIe siècles.
- Ibn Quzman, poète andalou des XIe – XIIe siècles, auteur de zéjels.
- Ibn Zaydún, poète andalou du XIe siècle
- Juan de Mena, poète et chroniqueur du XVe siècle
- Juan Rufo, écrivain et militaire (1547-1620).
- Luis de Góngora y Argote, poète baroque (XVIe – XVIIe siècles).
- Ángel de Saavedra, duc de Rivas, dramaturge, poète et homme politique (XVIIIe – XIXe siècles)
- Pablo García Baena, poète du Grupo Cántico (né en 1923)
- Antonio Gala, écrivain établi à Cordoue (né en 1930)
- Renée Lafont (1877-1936), femme de lettres et journaliste française, fusillée à Cordoue par les nationalistes pendant la guerre d'Espagne

### Philosophie et théologie
- Sénèque, philosophe et dramaturge romain du Ier siècle, natif de Cordoue.
- Averroès, philosophe, théologien, juriste, mathématicien et médecin musulman andalou de langue arabe du XIIe siècle.
- Fatima bint al-Muthanna, philosophe, juriste et mystique andalouse du XIIe siècle.
- Moïse Maïmonide, rabbin andalou, philosophe et médecin du XIIe siècle (il possède sa statue dans l'ancienne Juderia de la ville).
- Maïmon ben Yossef HaDayan, rabbin, exégète et moraliste andalou du XIIe siècle

### Sciences
- Abbas Ibn Firnas, humaniste, scientifique, chimiste et poète andalou du IXe siècle.
- Abu Al-Qasim (aussi appelé Aboulcassis), chirurgien andalou des Xe – XIe siècles.
- Al-Jayyani, mathématicien andalou du XIe siècle.
- Casiana Muñoz-Tuñón (1960-), astrophysicienne espagnole spécialiste des galaxies.

### Beaux-arts
- Bartolomé Bermejo, peintre de style hispano-flamand du XVe siècle;
- Rafael Garzón (1863-1923), photographe, né à Cordoue;
- Julio Romero de Torres (1874-1930), peintre réaliste;
- Josefina Molina (1938-) cinéaste et romancière.

### Musique et danse
- Ziryab, musicien et savant kurde des VIIIe – IXe siècles, qui termine sa vie à Cordoue et introduit l'oud (le luth arabe) dans la musique andalouse.

### Sports
- Manolete (1917-1947), célèbre matador cordouan.

## Jumelages, pactes d'amitié et accords de coopération

### Jumelages

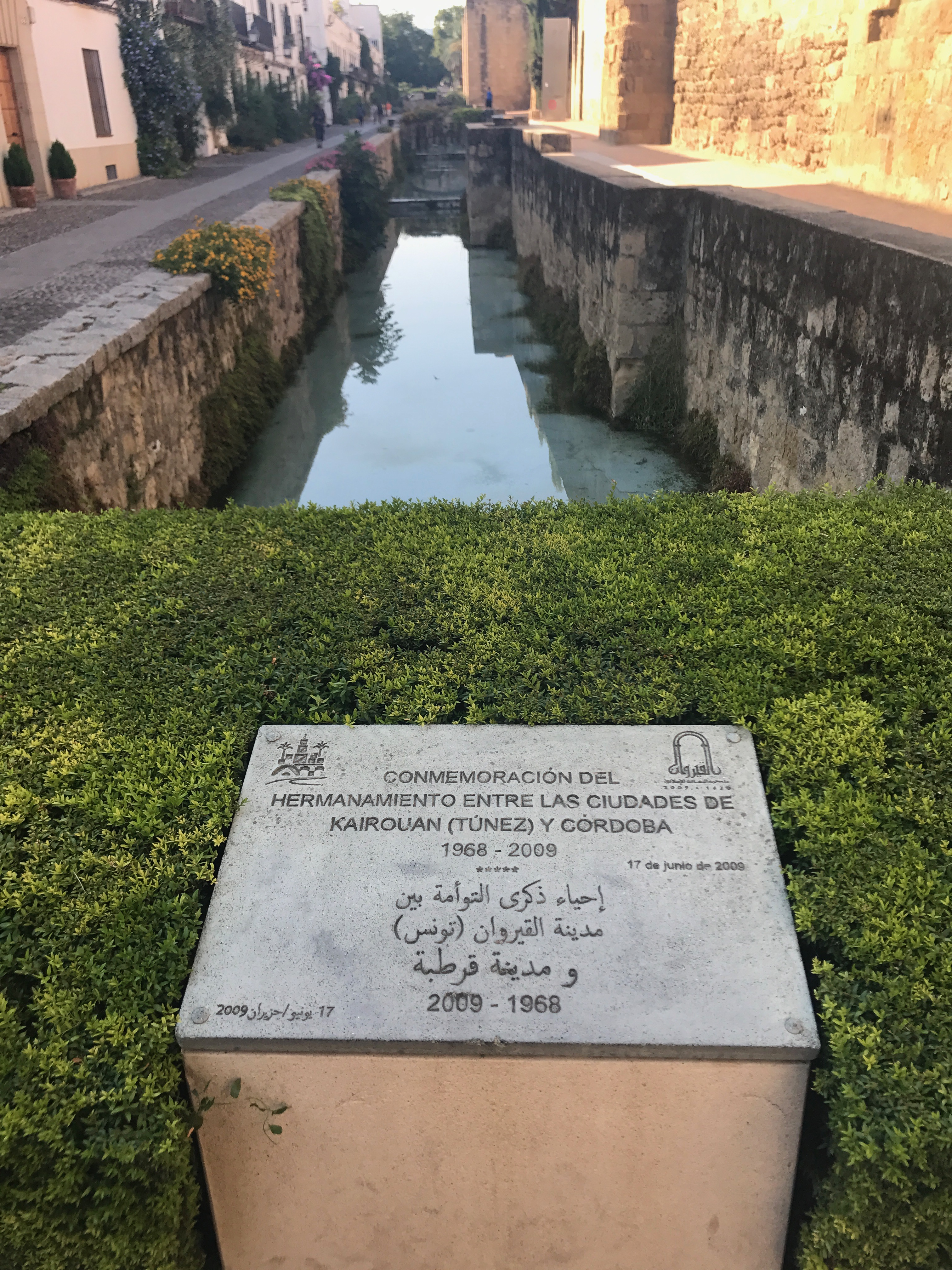
Plaque apposée en 2009 pour commémorer les 50 ans du jumelage entre Kairouan et Cordoue (noué en 1968).

La ville de Cordoue est jumelée avec :
- Córdoba (Argentine) depuis le 9 décembre 1969
- Saint-Jacques-de-Compostelle (Espagne) depuis le 2 juillet 1976
- Córdoba (Mexique) depuis le 3 juillet 1980
- Fès (Maroc) depuis le 4 mars 1982
- Smara (Maroc) depuis le 30 mars 1987
- La Habana Vieja (Cuba) depuis le 5 octobre 2000
- Damas (Syrie) depuis le 5 juillet 2001
- Nuremberg (Allemagne) depuis le 8 avril 2010
- León (Espagne) depuis le 25 janvier 2010 (Intention de Jumelage).

### Pactes d'amitié
La ville a signé des pactes d'amitié avec :
- Kairouan (Tunisie) depuis le 28 mai 1968
- Lahore (Pakistan) depuis le 25 octobre 1968
- Boukhara (Ouzbékistan) depuis le 1er décembre 1983
- Manchester (Royaume-Uni)
- Bethléem (Palestine) depuis le 24 novembre 1988
- Bourg-en-Bresse (France) depuis le 24 octobre 1992
- La Louvière (Belgique) depuis le 1er mai 1968
- Konya (Turquie) depuis le 27 janvier 2010
- Nîmes (France) depuis le 7 juin 2010

### Accord de coopération
Cordoue entretient aussi des accords de coopération avec :
- Amadora (Portugal) depuis le 29 juin 1989

## Sports

### Installations sportives

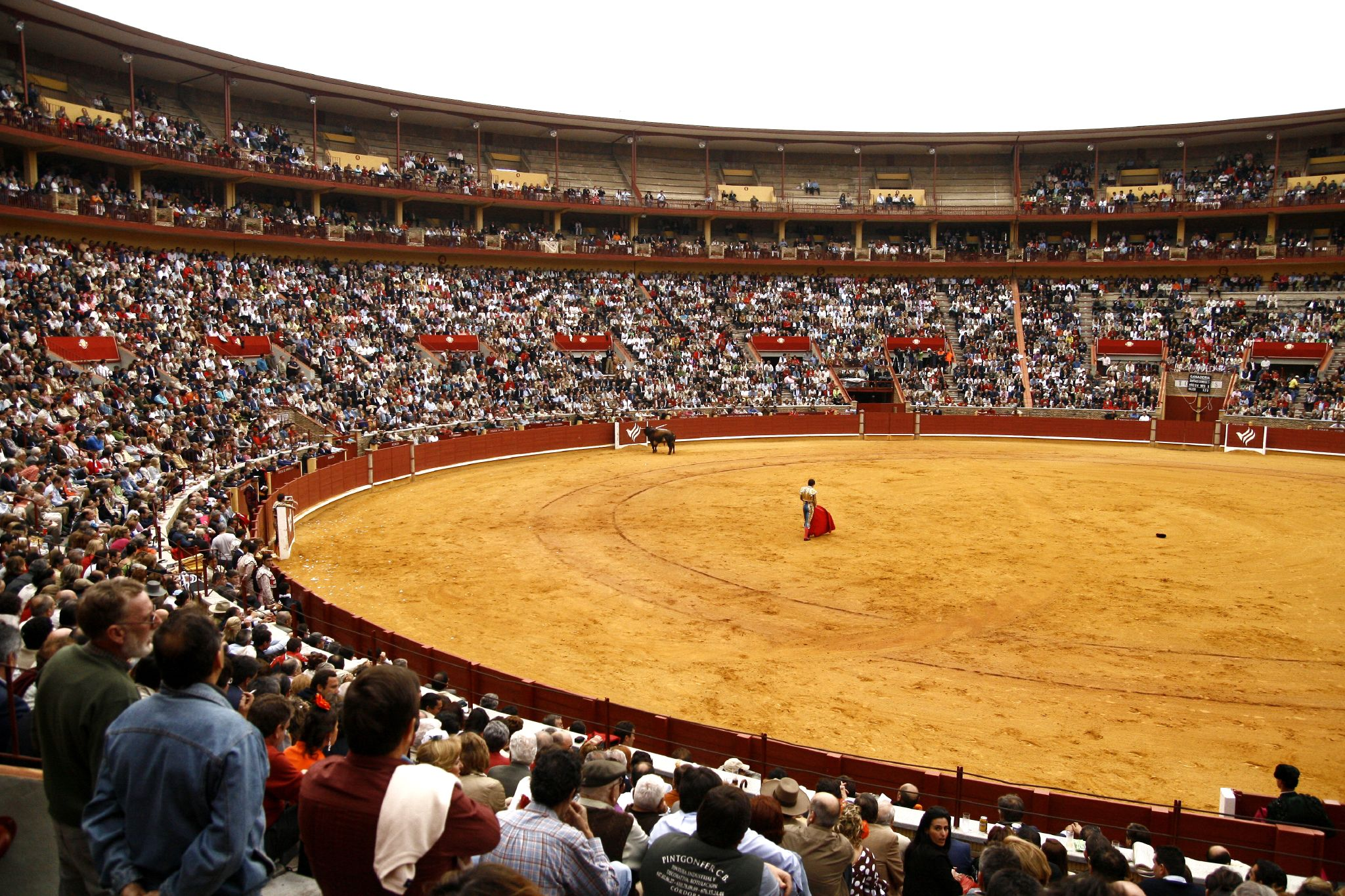
Spectacle de corrida aux arènes de Cordoue en 2008.

Cordoue abrite de nombreuses installations sportives de grandeur variée :
- Le Palais municipal des sports "Vista Alegre"
- Le bâtiment omnisports "El Cordobés"
- Le stadium de Fray Albino
- Le stade municipal El Arcángel
- Les Arènes de Cordoue (Plaza de Toros de los Califas), inaugurées en 1965 (pour remplacer des arènes plus anciennes construites en 1846), sont des arènes de corrida de première catégorie[92].
- Plus d'une dizaine d'installations sportives municipales (Instalación Deportiva Municipal, nom abrégé en I.D.M.) dont quatre piscines.

### Arrivées duTour d'Espagne(La Vuelta)
- 2024 :  Wout van Aert
- 2021 :  Magnus Cort
- 2014 :  John Degenkolb
- 2008 :  Tom Boonen
- 2006 :  Paolo Bettini
- 2005 :  Leonardo Bertagnolli
- 2003 :  David Millar
- 2002* :  Pablo Lastras
- 2002* :  Aitor González (contre-la-montre)
- 2000 :  Óscar Freire
- 1998 :  Markus Zberg (Grand Départ)
- 1997* :  Bart Voskamp
- 1997* :  Melchior Mauri (contre-la-montre)
- 1996 :  Nicola Minali
- 1994 :  Endrio Leoni
- 1992 :  Jean-Paul van Poppel
- 1979 :  Fons De Wolf
- 1974 :  Domingo Peruena
- 1962 :  Antonio Gómez
- 1959 :  Antonio Karmany

* deux arrivées dans le même tour d'Espagne

## Représentations dans les arts

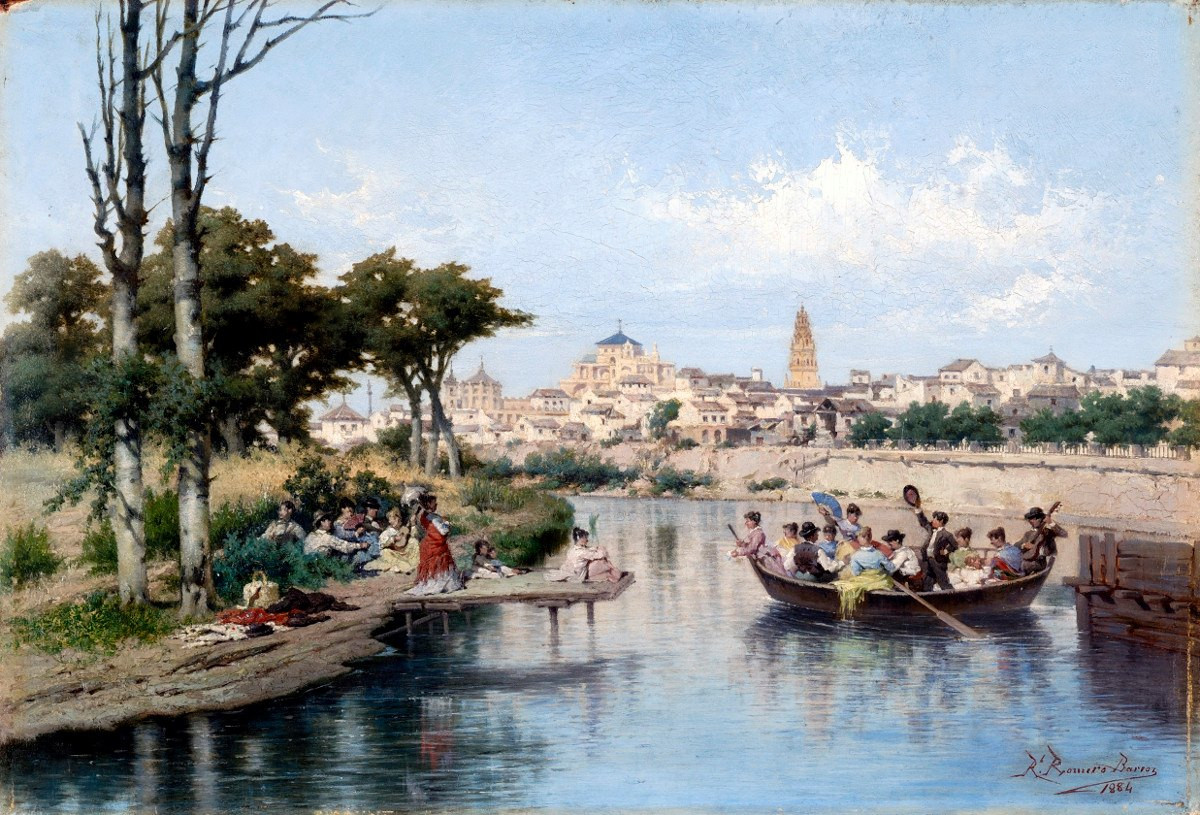
Dimanche à Cordoue sur les berges du Guadalquivir, par Rafael Romero Barros (1884).

### Littérature
Plusieurs romans, poèmes et pièces de théâtre évoquent la ville de Cordoue à diverses époques. Beaucoup portent sur la Cordoue médiévale. En 1974, l'écrivain français Herbert Le Porrier livre une version romancée de la vie de Maïmonide dans Le Médecin de Cordoue. En 2000, l'écrivain et académicien espagnol Antonio Muñoz Molina consacre un livre à la Cordoue de l'époque d'Al-Andalus, Cordoue des Omeyyades. Les romans historiques de Matilde Cabello évoquent la Cordoue médiévale : Wallada. La última luna, paru en 2007, relate la vie de la princesse et poétesse omeyyade Wallada (Xe – XIe siècles).
Au XIXe siècle, Cordoue et sa région sont évoquées avec précision dans la nouvelle romantique de l'écrivain français Prosper Mérimée Carmen, publiée en 1847 : le narrateur rencontre la fameuse gitane Carmen à Cordoue puis entend l'histoire de son amoureux désespéré, Don José. La nouvelle de Mérimée inspire l'opéra du même nom créé en 1875 sur une musique de Georges Bizet.
Parmi les livres décrivant Cordoue au XXe siècle, Babel in Spain, publié par l'enseignant et écrivain britannique John Haycraft (arrivé dans la ville en 1953 pour y ouvrir une école d'anglais), provoque un scandale à sa parution en 1958 à cause de son évocation franche des mœurs cordouanes sous la dictature franquiste alors au pouvoir dans le pays ; le livre est finalement traduit en espagnol en 2007.
Parmi les livres consacrés à l'histoire de la ville, Paseos por Córdoba (Promenades à Cordoue) de Teodomiro Ramírez de Arellano, paru en 1873, a longtemps été une référence pour les historiens professionnels et amateurs.

### Peinture
Cordoue apparaît sur les toiles de nombreux peintres cordouans attachés à représenter leur ville et sa région. Au XIXe siècle, Rafael Romero Barros peint plusieurs paysages cordouans de son époque, comme Domingo en Córdoba a orillas del Guadalquivir (Dimanche à Cordoue sur les berges du Guadalquivir) en 1884. En 1892, Rafael Romero de Torres (es) peint un tableau historique, Colón saliendo de la Mezquita (Colomb sortant de la mosquée), qui montre Christophe Colomb en train de sortir de la mosquée de Cordoue et remarquant une femme qui n'est autre que sa future épouse. Le peintre Julio Romero de Torres peint de nombreux tableaux cordouans, dont une série de figures féminines incarnant les différents aspects ou humeurs de la ville.
Hugo Pratt met en scène son héros Corto Maltese, dans la ville d'enfance du personnage, à travers Corto en Cordoba, série de 12 sérigraphies en couleurs. Ces dessins représentent différents lieux et personnages de la ville : la Calleja de las Flores ; des Gitanes de l'école de la niña, s'entraînant à la rondeña (es), une variété (palo) de flamenco ; la Synagogue et la Mosquée-cathédrale ; et des toreros.

#### Sur l'histoire de Cordoue
- (es) Enrique Aguilar Gavilá́n, Historia de Có́rdoba, Madrid, Silex, 1995.  (ISBN 84-7737-053-2)
- (es) Antonio Arjona Castro, Córdoba en la historia de Al-Andalus : desarollo, apogeo y ruina de la Córdoba Omeya, Córdoba : Instituto de estudios califales de la Real academia deciencias, bellas letras y nobles artes de Córdoba, Volume I : De la conquista al final del emirato omeya (711-929), 2001,  (ISBN 84-607-2302-X) (vol. 1).
- (es) José Luis Casas Sánchez, Estudio de la historiografía sobre Córdoba y provincia, 1700-1936, Córdoba : Caja provincial de ahorros de Córdoba, 1992.  (ISBN 84-606-0512-4)
- (en) John Edwards, Christian Córdoba : the city and its region in the late Middle Ages, London ; New York ; Melbourne : Cambridge university press, collection "Cambridge Iberian and Latin American studies", 1982.  (ISBN 0-521-24320-3)
- (es) Francisco Moreno Gómez, Córdoba en la posguerra : la represión y la guerrilla, 1939-1950, Cordoue, F. Baena, 1987.  (ISBN 84-86137-13-6)
- (en) Robert C. Knapp, Roman Cordoba, Berkeley ; Los Angeles ; Londres, University of California press, collection "Classical studies" no 30, 1983.  (ISBN 0-520-09676-2)
- Christine Mazzoli-Guintard, Vivre à Cordoue au Moyen Âge : solidarités citadines en terre d'Islam aux Xe – XIe siècles, Rennes, Presses universitaires de Rennes, 2003.  (ISBN 2-86847-778-X)
- (es) Jesus Peláez del Rosal (coord.), Los Judíos en Córdoba (ss. X-XII), Cordoue, El Almendro, 1987.  (ISBN 8486077486)
- (es) Juan Francisco Rodríguez Neila, Historia de Córdoba, Córdoba [España] : Publ. del Monte de piedad y caja de ahorros de Córdoba, 4 volumes, 1984-1990.  (ISBN 84-7580-520-5) (vol. 1),  (ISBN 84-7580-127-7) (vol. 2),  (ISBN 84-7580-128-5) (vol. 3),  (ISBN 84-505-9696-3) (vol. 4).

#### Sur la littérature à Cordoue
- (es) Francisco Alemán Páez (dir.), Guía literaria de Córdoba, Córdoba : UCOPress, Editorial Universidad de Córdoba, DL 2015.  (ISBN 9788499271736)
- (es) José Manuel Cano de Mauvesín Fabaré, Córdoba de leyenda : historias y leyendas de Córdoba, Córdoba : Almuzara, impr. 2007.  (ISBN 84-88586-59-0)